# Спарта
Античка Спарта (дорски:  — Спарта], атички:  — Спарти], уобичајени античкогрчки назив  — Лакедемонија] или  — Лакедемон]), била је град-држава у античкој Грчкој, која се налазила на југоисточном делу Пелопонеза, у долини реке Еуроте. Античка Спарта је остала позната у историји по својој војној снази, грађанској дисциплини, милитаристичком друштву и великом броју робова. Поред тога, Спарта је оставила траг и у грчкој митологији у миту о Хелени Тројанској. Античка Спарта се дуго времена сматрала најснажнијом војном силом у античкој Грчкој захваљујући агоги, систему закона који је стварао од њених грађана војнике врхунског квалитета. Иако је територија античке Спарте била насељена током микенске доминације Грчком, њена историја почиње после дорске сеобе на Пелопонез током мрачног века и завршава се након римског освајања Спарте.
Античка Спарта је почела да израста у снажну војну силу током 7. века п. н. е. Захваљујући свом војном престижу, Спарта је била призната као вођа комбинованих грчких снага у грчко-персијским ратовима почетком 5. века п. н. е. Између 431. и 404. п. н. е. била је главни непријатељ Атине у Пелопонеском рату који је на крају добила, иако уз велике жртве, након чега је постала водећа држава у хеленском свету.
После пораза који је доживела од Тебе 371. п. н. е., Спарта је почела да пада у дубоку кризу, која је била углавном демографске и економске природе. Током друге половине 4. века п. н. е. и прве половине 3. века п. н. е. Спарта је задржала политичку независност, али је изгубила своје важно место на грчкој политичкој сцени. У дугој половини 3. века, Спарта поново, али накратко, постаје важан политички фактор у античкој Грчкој. Након тога, Спарта је стављена потпуно под контролу Рима и Ахајског савеза 195. п. н. е. када је и коначно изгубила своју политичку независност. Током римске окупације Грчке Спарта је задржала одређени степен аутономије.
Захваљујући систему закона који су били установљени под именом Велика ретра, Спарти је омогућено да израсте у моћну војну силу. Осим свог стриктног војног уређења, Спарта је такође позната и по специфичној друштвеној подели на хомије, перијеке и хелоте. У Спарти је такође постојао специфичан начин владавине који није могао бити потпуно дефинисан, већ је био мешавина више познатих облика владавине. Још једна специфичност Спарте огледа се и у томе што су у њој жене уживале много већа права него у остатку хеленског света и држале су прилично високе положаје у спартанском друштву. Спарта је због своје искључиво војне природе била затворена за утицаје који су долазили из других држава и од других народа, није прихватала туђе идеје и створила је своју затворену и специфичну културу која је насупрот осталим хеленским градовима била лишена великих уметничких дела. У савременом свету, Античка Спарта се сматра најкарактеристичнијим примером милитаристичке државе чији је главни циљ и смисао постајања био у стварању здравих и снажних војника. Спартански начин живота и култура и данас уживају велико поштовање, нарочито заступљено у Западном свету, које се назива лаконофилијом.

## Географски положај
Према историчару Тукидиду, спартанска држава је у 5. веку п. н. е. обухватала око две петине укупне површине Пелопонеза, близу 8.400 km². Имала је отприлике три пута већу површину од атинске државе.Територијално се делила на две главне области; Лаконију, која се налазила на југоистоку Пелопонеза и Месенију западно од Лаконије. Лаконија је била са југа, југозапада и истока окружена морем, на западу се налазио планински ланац Тајгетус (2407 m), а на истоку Парнон (1935 m). Док се ланац Тајгетус завршава на југу на рту Тенарон, ланац Парнон се завршава на рту Малеа. Спартанске границе према северу су се временом мењале. Око 545. п. н. е. Спарта је заузела плодну Кинуријску равницу коју је према грчкој митологији, први колонизовао Кинур, син Персеја из Аргоса. Од освајања кинуријске равнице, границе Спарте на северу су се простирале линијом од античке Тиреје на обали Егејског мора, до јужног дела Партенијске планине заокружујући долину реке Еуроте. Ти природни бедеми чинили су Античку Спарту неприступачном нападачима. Карактеристично је да Спарта током већег дела своје историје није имала бедеме, управо из тих разлога што јој је топографија омогућавала посебну безбедност.
Месенија, која је освојена током Месенијских ратова, на северу је имала као природну границу реку Недас и Аркадске планине, на истоку планински ланац Тајгетус, на југу Месенски залив, а на западу Јонско море. У Месенији су се налазиле велике планине, као што су биле Кипаријске планине и Итома. У средини Месеније се налазила истоимена веома плодна долина кроз коју пролази река Памис.
Лаконска држава се на почетку састојала од четири села: Киносура, Лимни, Месоји и Питани. Пето село Амикле, се налазио нешто јужније од та четири градића и припојено је Спарти у непознато доба. Мада се често као пето село спомиње Димни, а не Амикле.
| Територија Спартанске државе (950. п. н. е. — 337. п. н. е.)                                                                    | Површина у |
| --- | ---------- |
| Почетна четири села, око 950. п. н. е.                                                                                          | 200-300    |
| Пелана, Селасија, Егитис између 950. и 800. п. н. е.                                                                            | 700        |
| Амикле, Деронтрес, Дентелијатис до 760. п. н. е.                                                                                | 1.200      |
| Елеја, рт Тенара, до 750. п. н. е. отприлике                                                                                    | 2.500      |
| Стениклар (држава месенских Дораца), до 715. п. н. е.                                                                           | 3.000      |
| Макарија, Кипарисија, Пилија, рт Акрита, Скиритис до отприлике 570. п. н. е.                                                    | 5.500      |
| Рт Малеа, Китера, Прасијатис, Тиреатис, до 547. п. н. е.                                                                        | 8.400      |
| Држава Лакедемонска, 371. п. н. е.                                                                                              | 8.400      |
| Након губитка Стеникларе, Макарије, Турије, Фаре, Авије, Скирите, Егите, Дентелијатиде, Пелане и Селасије. Године 369. п. н. е. | 6.000      |
| Поново освајање Пелане и Селасије, око 366/365. п. н. е.                                                                        | 6.200      |
| Губитак Кипарисије и Пилије, 365. п. н. е.                                                                                      | 5.200      |
| Губитак Асине, Метоне, Кардамилија, Тиреатиде, Јужне Кинурије. Године 338/7. п. н. е.                                           | 3.200      |

Иако је Античка Спарта била град-држава у Античкој Грчкој, такав статус јој је оспораван још у античко доба. Атински беседник Исократ називао је Спарту, једним огромним војним логором. Према модерним истраживачима то није далеко од истине. Античка Спарта се битно разликовала по географском и друштвеном положају од осталих грчких полиса. Током већег дела своје историје, она је обухватала велике делове Пелопонеза, као што су били Месенија, Кинурија и делови јужне Аркадије. На тај начин Спарта је у својој држави имала под контролом већи број градова, села и мањих насеља над којима је имала власт. То се битно разликовало од осталих грчких градова класичне Грчке, који су били углавном уређени тако да имају контролу само над непосредном територијом града. Величина спартанске државе је више подсећала на Македонију и Тесалију и на њихово друштвено уређење, него на неки грчки полис. Сматра се да је око 500. п. н. е. унутар граница спартанске државе живело преко 300.000 становника свих друштвених положаја.

## Митологија Античке Спарте

### Име
Старогрчки путописац Паусанија даје богате информације о грчкој митологији и именима везаним за Античку Спарту. Према спартанској традицији, први краљ Спарте (која се тада није звала тако) био је Лелег. Од његовог имена становници тог простора су названи Лелеге. Лелег је добио два сина Милија и Поликаону. Други син, Поликаона се оженио кћерком Аргијског краља Тријопе, лепом Месеном. Када је схватила да њен муж, као други по реду, није могао да наследи очев престо, саветовала га је да напусте ту државу. Када су прошли планине према западу, наишли су на веома плодну равницу. Тамо су изградили град Месену. Поликаон је постао краљ тог места и назвао је то место према својој супрузи, Месена.
У Спарти, Мили је наследио Лелега, а Милија, Еурота. Еурота је био мудар краљ који је измислио и направио један велики подвиг. У долини Спарте река је стално плавила и стварала језеро. Еурота је направио канал и на тај начин спречио стварање језера. Река је узела име митолошког краља, Еурота. Еурота није имао мушке потомке, али је имао кћерку која се звала Спарта. Као свог наследника одредио је њеног вереника, Лакедемона, који је дао своје име држави, а главни град је назвао по својој супрузи, Спарта. Дао је такође име и великој планини која делила државу од Месене, према мајци, нимфи Тајгети. Његов син, Амикл, је према миту основао град у близини Спарте, коме је дао своје име, Амикле.
Треба додати да се потомци ових митолошких ликова сматрају и јунацима тројанског циклуса: Хелена Тројанска, Клитемнестра, Диоскури и Пенелопа.

### Спарта у тројанском циклусу
Спарта се спомиње у еповима Тројанског циклуса и под именом Лакедемонија, које означава краљевину митолошког краља Спарте Менелаја и његове супруге, Хелене Спартанске. У Хомеровим еповима спомиње се да је краљ Спарте Тиндареј, имао кћерку, прелепу Хелену која према митологији није била његова кћерка, већ кћер Зевса и његове лепе супруге Леде. Када је Тиндареј одлучио да уда своје кћерке, Клитемнистру и Хелену, у Спарти су се окупили млади племићи и престолонаследници из читаве Грчке. Хелена се тада удала за Менелаја и Клитемнистра за Агамемнона, синове краља Микене, Атреаса. Менелај је након смрти Тиндареа постао краљ Спарте. У Хомеровим еповима говори се да је Парис, син тројанског краља Пријама отео Хелену из Спарте што је према митологији био повод за рат Ахајаца против Троје. Након уништавања Троје, Менелај и Хелена се после многих пустоловина, враћају у Спарту где добијају кћерку под именом Ермиона. Она се, према митологији, удала за свог рођака Ореста када је постао краљ Микене. У Хомеровим еповима, термини као што су Спарта и Лакедемонија употребљавају се више за дворац Менелаја него за неку специфичну територију. Хомер у Одисеји, спомиње географски положај Менелајеве Спарте на комплетно другачији начин од оног какав је заиста био.

## Спартанска праисторија
Најверодостојнији археолошки подаци о праисторијској Спарти могу се наћи у открићима који потичу из средине 6. миленијума п. н. е. У Лаконском региону најверодостојнији подаци о праисторијском становништву постоје на узвишењу Куфовуно, у пећини Алепотрипа на источној обали месенијског залива као и у месту Апидија, на западном делу планинског венца Парнон. У близини Алепотрипе пронађен је сребрни накит који показује извесну количину богатства. Иако постоје археолошки докази о Лаконији из Каменог и Бронзаног доба, који укључују и проналазак сребрног накита као и великих количина керамике, очигледно ништа није познато о правој природи праисторијске Спарте и Лаконије.

### Микенска Спарта
Не постоје веродостојни историјски подаци о Спарти током микенске доминације Грчке. Једини подаци који су доступни у модерно доба, претежно су сачувани преко оралне традиције. Сигурно је да је током касног Бронзаног доба Лаконија била микенско краљевство, које се налазило под доминацијом Микене. У Лаконији у 15. веку п. н. е. могу се наћи микенски гробови попут онога у месту Вафио. Микенско краљевство је пропало непосредно пре дорске инвазије Пелопонеза у 12. и 11. веку п. н. е. Прави разлог пропасти микенске Спарте као и осталих микенских центара није познат. Било је општеприхваћено да је дорска најезда била главни разлог пропасти микенског света, међутим научна открића су доказала да је микенска цивилизација доживела велики слом још пре доласка Дораца, у 12. веку п. н. е. Прави разлог нестанка микенске цивилизације није познат, а главна теорија њеног нестанка заснива се на нападе непознатих Морских народа, који су се појавили и мистериозно нестали са историјске сцене током 12. и 11. века п. н. е. Археолошки подаци о микенској Спарти, указују на постојање двораца и насеља из микенског доба, у месту Пелана северно од Спарте. Пелана се сматра главним градом предорске Лаконије. У Спарти су такође откривени и остаци велике грађевине из 12. и 11. века п. н. е. која је названа Менелајон, по митолошком краљу Менелају.

## Историја Античке Спарте

### Мрачни век
Историја Античке Спарте је непосредно повезана са дорском инвазијом Пелопонеза која се десила током 12. и 11. века п. н. е., (мада археолошки подаци тврде да се Дорска сеоба десила касније). Не постоје веродостојни подаци о раној историји Спарте. Генерално речено, познато је да је грчко племе Дораца дошло са простора Дориде у централној Грчкој и настанило се у долини реке Еуроте. Исократ спомиње да укупан број Дораца који су се спустили у лаконску долину, није надмашивао 2000 људи. На простору некадашњег микенског насеља, Дорци су успоставили државу поробивши месно становништво. Када су се Дорци населили у Лаконију, они су били подељени на три племена: Памфиле, Хилеје и Димане. Та три племена су потом настанила пет села, која су напокон сачинила град Спарту. Није познато какав је био значај Спарте током Мрачног века Античке Грчке, нити постоје поуздани подаци о том историјском периоду. Према Херодоту и Тукидиду, Спарта је у то доба преживљавала период анархије. Крајем Мрачног века и почетком Архајског периода Античке Грчке, током 8. века п. н. е. највероватније су биле установљене Ликургове реформе у Античкој Спарти, које су јој омогућиле да постане снажна војна сила. Верује се да су те реформе биле напокон приписане Ликургу. Тада је Спарта освојила градић Амикле, чије је становништво пружило огорчени отпор.

### Архајска Спарта
Крајем 8. века п. н. е. Спарта креће у даља освајања. Године 724. п. н. е. Спарта после дуготрајног рата осваја суседну Месенију и поробљава њено становништво. Године 685. п. н. е. поробљени Месењани дижу устанак и задају одлучујуће поразе спартанској војсци. Спартанци успевају да поново поробе Месењане тек 668. п. н. е. Током 7. века највећи противник Спарте на Пелопонезу је био град Аргос, који је под влашћу тирана Фидона доживео велики процват. Аргос успева да порази Спарту у бици код Хесеја, 669. п. н. е. То ће бити истовремено и последњи крупнији пораз спартанске војске за следећих 300 година. Током 6. века п. н. е. Спарта покушава да освоји град Тегеју, који се налазио близу њених северних граница. После извесних неуспеха Спарта склапа дуготрајан савез са Тегејом. У том савезу ће потом да се прикључе градови Мантинеја, Орхомен, Елида и Флиус. На тај начин Спарта ће испоставити један савез који ће јој помоћи да повећа свој утицај у Грчкој, упркос томе што се она слабо мешала у унутрашње послове њених савезника. Тај савез је постао познат у историји као Пелопонески савез, иако се према савременицима он обично звао, Лакедемоњани и њихови савезници. Око 545. п. н. е. Спарта ће успети после рата поразити коначно својег древног непријатеља Арга и освојити плодну Кинурску равницу. Границе спартанске државе ће остати непромењене после тога све до 371. п. н. е. Године 510. п. н. е. Спартанска војска ће први пут прећи Коринтску превлаку и интервенисати у Атици. Та интервенција ће бити на почетку ради обарања атинске тираније и онда ради пружања подршке Атињанину Исагори који је желео постати тиранин. Спартански краљ Клеомен , наћи ће се опкољен на атинском акропољу и биће приморан на срамотну предају. Године 506. п. н. е. дошло је до сукоба између двојице краљева, Клеомена I и Демарата, који су у Елеусини, предграђу Атине дали супротстављена наређења својим војницима. Тај догађај је довео до прекида те војне кампање и увођења закона да само један краљ може водити спартанску војску у рат. Године 499. п. н. е. Јоњани ће затражити помоћ Спарте у њиховом устанку против Персије, али ће то одбити краљ Клеомен I. После 5 година, 494. п. н. е. избиће поново рат између Арга и Спарте. Спартанци су поразили Арга, убивши око 6.000 аргиских војника. Крајем 6. и почетком 5. века п. н. е. имајући утицај на територију од 20.000 km², на којој је живело између 800.000 и 900.000 људи, Спарта се сматрала најмоћнијим полисом у Грчкој захваљујући пре свега својим војним успесима и специфичној природи њеног друштва.

### Класична Спарта

#### Грчко-персијски ратови
Спартанци су одбили да пруже помоћ Јоњанима 499. п. н. е. Године 490. п. н. е. када је Атину напала Персијска војска, она се обратила Спарти за помоћ. Међутим, Спарта је одбила захтев Атине, наводећи као разлог одржавање верских светковина у Спарти. Тако су Спартанци стигли на Маратон са закашњењем. Крајем 490-их година п. н. е. у Спарти се десила борба за превласт између краљева Клеомена и Демарата. Демарат је био приморан да напусти Спарту, док је за Клеомена откривено да је потплатио Питију како би њено пророчанство било у његову корист. Клеомен је онда напустио Спарту и после неког времена се вратио. Извршио је самоубиство на необичан начин 488. п. н. е. Године 481. п. н. е. већина хеленских градова се окупило у Коринту како би формирало савез против предстојеће персијске инвазије на Грчку. Као главнокомандујући заједничке грчке војске постављени су Спартанци. Краљ Спарте Леонида I, био је главни заповедник грчке војске, док је Еурибијад био врховни адмирал грчке флоте. Током Августа или Септембра 480. п. н. е. персијска војска се сукобила са грчком војском под вођством Леониде у Термопилском кланцу у централној Грчкој. Током тродневних борби, 300 Спартанаца под вођством Леониде, заједно са 700 Теспијанаца и неколико хиљада грчких савезника пружили су одлучан отпор многобројним персијским трупама. На крају после издаје једног мештана, Ефијалта, који је показао Персијанцима тајни пролаз, грчке трупе су биле опкољене и уништене. Пошто је дозволио повлачење остатку грчке војске, Леонида је остао је на бојишту са 300 Спартанаца и 700 Теспијанских добровољаца. У борби са персијском војском су сви погинули.
Спартанци и њихови пелопонески савезници су, после битке у термопилском кланцу, чврсто утврдили Коринтску превлаку, да би спречили упад Персијске војске на Пелопонез. Међутим, због персијског пораза у поморској бици код Саламине, грађење превлаке се показало беспотребним. Следеће 479. п. н. е. Грци на челу са спартанским генералом Паусанијем су одлучно поразили Персијску војску код Платеје, и коначно отклонили опасност Грчке од Персије. У тој бици још једанпут се исказао квалитет и супериорност спартанских хоплита у којој су имали важан допринос.

#### Супарништво са Атином
После коначне победе над Персијанцима код Платеје и Микале, где је грчку флоту предводио спартански краљ Леотихида, Спарта се нашла у јаком супарништву са Атином. Атина, која је после Саламинске битке израсла у најснажнију поморску силу у Античкој Грчкој, почела је парирати Спарти за превласт у хеленском свету. Године 478. п. н. е. након афере са спартанским генералом Паусанијем, Спарта је заједно са својим пелопонеским савезницима иступила из општехеленског савеза. Исте године је формиран Делски савез на челу са Атином. Због успеха Атине на мору против Ахеменидског краљевства, Делски савез се претворио у Атинску поморску империју и појачао положај Атине у хеленском свету.
Године 464. п. н. е. у Спарти се десио снажан земљотрес у коме је живот изгубило око 20.000 људи. Након земљотреса дошло је до великог устанка хелота, чиме је започео Трећи месенски рат. Спарта, која је држала под опсадом тврђаву Итому Месенију, затражила је помоћ од Атине. Атина је упутила помоћ Спарти од 4.000 хоплита на челу са проспартански настројеним Кимоном. Међутим, после извесних неуспеха, Спартанци су затражили од Атињана да оду. После две године угушен је месенски устанак и окончао се Трећи месенски рат.
Нагло јачање Атине и војни успеси против Персије појачали су њен положај. Она је убрзо постала најјача поморска сила у источном Медитерану и имала је изузетно велики утицај на своје савезнике. То је довело до сукоба мањих размера између Атине и Спарте. Ти сукоби су били Први пелопонески рат и Други свети рат, који су вођени између Спарте против Атине и њених савезника. Године 457. п. н. е. Спарта је поразила Атину у бици код Танагре, у Беотији. Године 449. п. н. е. дошло је до новог сукоба између Атине и Спарте због Аполоновог храма у Делфима, међутим тај рат је прошао без већих последица. Године 445. п. н. е. потписан је Тридесетогодишњи мир између Атине и Спарте који је потрајао нешто мање од петнаест година.

#### Пелопонески рат
Закључени мир није могао трајати дуго због нарастајуће моћи Атине. Спор између Коринта, савезника Спарте, и Коркире, савезника Атине, 435. п. н. е. као и економске санкције Атине савезници Спарте, Мегари, били су непосредан повод за почетак општегрчког рата. Према Тукидиду, главни узрок рата је био лакедемонски страх од нарастајуће моћи Атине, док Плутарх за рат оптужује Атину. Године 431. п. н. е. Пелопонеска војска на челу са спартанским краљем Архидамом II, извршила је инвазију у Атику, коју је опустошила. Пелопонежани нису могли да заузму Атину због дугих зидова који су је опкољавали заједно са луком Пиреј. Наредне 430. п. н. е. Пелопонежани су опет извршили инвазију на Атику и резултат је био исти. Док је Пелопонески савез на челу са Спартом доминирао копном, Делски на челу са Атином имао је апсолутну контролу над морем. То је довело је до војничке равнотеже на ратиштима. Атињани на челу са Периклом су 429. п. н. е. опустошили су њиховом флотом обале Лаконије, што је застрашило Спартанце од могућег устанка хелота. Године 425. п. н. е. Спарта је претрпела пораз од Атине на острву Сфактерија близу Месенске обале, где је заробљено 120 спартанских хоплита. Предаја Спартанаца је изненадила читав хеленски свет, и разрушила мит о томе како се Спартанци никада не предају, већ се боре до краја. Следеће 424. п. н. е. Спарта је заузела град Амфипољ у северној Грчкој где је у бици погинуо спартански генерал Брасида и атински генерал Клеон. Апсолутна равнотежа сила и неодлучан исход рата довели су до закључивања Никијиног мира, 421. п. н. е.
Сукоби између Спарте и Атине су обновљени 418. п. н. е. када је у бици код Мантинеје на централном Пелопонезу, спартанска војска одлучно поразила Арг, Атину и њихове савезнике. Спарта је пружила помоћ угроженој Сиракузи, 414. п. н. е. шаљући генерала Гилипа да реорганизује Сиракушку војску и коначно победи Атињане. Током атинског похода на Сицилију, у Спарту је побегао атински државник Алкибијад, који је Спартанцима пружио обавештајне услуге у рату против своје отаџбине. Наговорио је Спартанце да заузму Декелијску тврђаву, како би успоставили сталну контролу над Атиком. Спарта је то и учинила 413. п. н. е. Атина је крајем 410-их и почетком 400-их п. н. е. више пута поразила спартанску флоту. Међутим, Спарта под вођством способног адмирала Лисандра и уз обилну финансијску помоћ Персије успела је да сагради јаку флоту и зада одлучујући ударац атинској флоти у бици код Егоспотама 405. п. н. е. Том битком окончан је дуготрајни Пелопонески рат и Атина се коначно предала следеће године.

#### Спартанска хегемонија
Победа Спарте над Атином омогућила је лаконској држави да успостави хегемонију над Грчком. Спарта је искористила ту прилику како би заузела персијске провинције у Малој Азији. У међувремену у Грчкој, грчки полиси, незадовољни спартанском политиком, дигли су устанак против Спарте уз помоћ Персије и тада је кренуо Коринтски рат. Спарта је у том рату имала доста успеха на копну, који међутим нису били одлучујућег карактера. На мору је Спарта била поражена у бици код Книда од стране атинско-персијске флоте 394. п. н. е. Та битка је окончала спартанску превласт на мору. До мира је дошло 387. п. н. е. у којој је посредовао спартански изасланик Анталкида, чији су услови били постављени од стране Персије. Спарта је у градовима које је држала под контролом, имала гарнизоне спартанске војске као и хармосте који су уз помоћ месних олигархија држали врховну власт. То је изазвало незадовољство код многих бивших савезника Спарте. То се нарочито показало у Теби где је и протеран Спартански гарнизон, 378. п. н. е. Теба је испоставила контролу над Беотијом и дошла у сукоб са Спартом. У одлучујућој бици код Леуктре, 371. п. н. е. спартанска војска је потпуно потучена што је означило крај Спартанске хегемоније над Грчком.

#### Пропаст Спарте
Након пораза у бици код Леуктре, 371. п. н. е. Спарта пада у дубоку декаденцију из које није никада успела у потпуности да се опорави. Број пуноправних спартанаца је био опао на 600—700 особа. Следеће године се Тебанска војска под вођством Епаминонде нашла пред самом Спартом. Епаминонда је опустошио Лаконију и ослободио Месенске хелоте. То је био велики ударац за Спарту која више није била у стању да поврати своју превласт, не само у Грчкој већ и на самом Пелопонезу. Током 360-их п. н. е. Теба је успоставила своју хегемонију над Грчком. Године 362. п. н. е. Теба је поново поразила спартанску војску у бици код Мантинеје, али је због погибије Тебанског војсковође Епаминонда ова битка означила крај Тебанске превласти у Грчкој. Године 338. п. н. е. Спарта је одбила да се учлани у општехеленски савез који је формирао краљ Македоније Филип , како би напао Персију. Македонски краљ је те године опустошио Лаконију и одузео од Спарте знатан део њене територије. Године 333. п. н. е. краљ Агис  успоставио је спартанску контролу над Критом. Године 331. п. н. е. Агис III је подигао устанак против Македонске хегемоније у Грчкој, и искористивши Александров поход у Азију кренуо је у војну кампању против Македоније. Међутим, био је тешко поражен у бици код Мегалопоља током које је и погинуо. Крајем 4. века п. н. е. око Спарте су саграђена прва утврђења. Краљ Спарте Ареус  је, имитирајући хеленистичке владаре, исковао сопствени новац са својим ликом. Краљ Епира, Пир је напао Спарту 272. п. н. е. Спартанци су пружили одлучан отпор и напад епирског војсковође је безуспешно окончан. Средином 3. века п. н. е. Спарта је безуспешно учествовала у Хремонедејском рату против Македоније. Током 3. века п. н. е. Ликургова агога је била комплетно запуштена, и упркос победи над Пировом војском, Спарта је била само бледа сенка своје прошлости.

### Препород и пад Спарте
У другој половини 3. века п. н. е. Спарта је доживела краткотрајан препород. На еурипондинтски трон Спарте је 244. п. н. е. ступио краљ Агис , који је покушао да изведе реформе како би спасио спартанску државу од пропасти. У то време у Спарти је било свега 700 пуноправних Спартанаца. Међутим, Агиса су убили његови политички противници који су се супротстављали реформама. Око 235. п. н. е. на Агијадски трон Спарте ступио је Клеомен III који је наставио реформе Агиса. Он је извршио прерасподелу обрадивог земљишта и направио од Спарте значајну војну силу. Клеомен је ушао у рат са Ахајским савезом, ради борбе за превласт на Пелопонезу. У бици код Димија, 226. п. н. е. Ахајци су били одлучно побеђени и Спарта је повратила своју доминацију над Пелопонезом. Ахајски савез се нашао у тако тешком положају да је затражио помоћ од Македоније. У бици код Селасије 222. п. н. е. комбиноване ахајско-македонске снаге су одлучно поразиле спартанску војску и приморале Клеомена на бекство. Тада је први пут била освојена Спарта, која ипак није претрпела велика разарања. У Спарти је после три године олигархије, поново успостављена монархија 219. п. н. е. Око 207. п. н. е. власт у Спарти је преузео Набис, који је тврдио да је директан потомак некадашњег краља Спарте Демарата. Он је обновио спартанску војску, комплетно утврдио Спарту и склопио савезништво са Македонијом, краља Филипа V. Када је Македонија претрпела пораз од Римске војске, 197. п. н. е. у Киноскефалеу, Спарта се нашла у отвореном сукобу са Римом и његовим савезником Ахајским савезом. Римска војска је уз помоћ Ахајског савеза под командом Квинта Фламинија опсела градове Гитио и Спарту, 195. п. н. е. После жестоког отпора, спартанска војска се предала у Гитију. Набис је такође после огорченог отпора предао Спарту како би спасио њено становништво. Спарта је тада коначно изгубила своју политичку независност и била је враћена на границе које је имала током 8. века п. н. е. Године 192. п. н. е. Ахајци су потпуно разорили Спарту поробивши њено становништво, и силом је прикључили Ахајском савезу.

### Римска Спарта
Током Пунских ратова Спарта је била савезница Римске републике. Када су Римљани заузели Спарту 195. п. н. е. испоштовали су град и нису га дирали, упркос настојањима Ахајаца да се град уништи. Римљани су одредили да Спарта задржи одређени део самоуправе као противтеза Ахајском савезу. Римљани су формирали Лигу слободних Лаконаца, 194. п. н. е. у коју је приступила већина градова Лаконије осим саме Спарте. У време римског доба, Спарта је задржала и у некој мери обновила своје обичаје и постала нека необична врста туристичке атракције за Римљане. Помиње се да спартански војни контингенти употребљавани као специјалне јединице римске војске. Године 267./ 268. п. н. е. Спарту је опљачкало и спалило германско племе Херула. Године 378. н. е. после битке код Хадријанопоља, једна спартанска фаланга је поразила један контингент Визигота. Године 396. визиготски краљ Аларих је наново спалио Спарту. Византијски извори помињу да су неки делови Лаконије остали пагански, чак до 10. века н. е. када је извршено масовно покрштење становништва. Занимљиво је да је баш на територији Античке Спарте доживела процват Деспотовина Мистре, која је била један од најважнијих центара византијске цивилизације између 13. и 15. века н. е. Модерна Спарта је саграђена 1834. године декретом Грчког краља Ота.

## Државно уређење
Главна карактеристика спартанске државе је била послушност надређенима и законима Спарте. Закон у Античкој Спарти је важио једнако за све, и дефинисао је јасно сва права и обавезе Спартанаца. Највиши циљ Спартанских закона је био стварање стабилног друштва, послушних грађана и дисциплинованих војника. Уз то су спартански закони одређивали да Спарта мора да издржава саму себе и да је не могу пореметити спољни или унутрашњи непријатељи. Треба напоменути да је Античка Спарта имала најдуговечнији начин владавине у Античкој Грчкој са запањујућом политичком стабилношћу. До римског освајања Грчке, Спарта никада није била под влашћу тирана, страних окупатора, нити је доживела значајне политичке и друштвене промене као остали градови Античке Грчке. Једини изузетак у свему томе су били устанци државних робова, хелота.

### Ликург
Здраво, уђи у мој богати храм, Ликургу, ти што те воли Зевс, воле те небесници сви; Хоћу ли те прогласити богом ил'смртним човеком? Свакако ти си бог, нешто о томе знам.

„Делфска свештеница призива Ликурга”, према Херодоту
Државна организација Спарте достиже скоро митолошке димензије. Као први законодавац и утемељитељ спартанског друштвеног система је према традицији био Ликург, који је према многима био непостојећа особа и његова улога у стварању спартанских закона је спорна. Неизвесно је када је живео и из ког времена потичу његови закони. Претпоставке крећу од деветог, па све до шестог века пре нове ере.  Према Аристотелу, Ликург је живео за време прве Олимпијаде у Античкој Грчкој, 776. п. н. е. Ликургов законодавни рад се заснивао пре свега на увођењу обичаја, а не закона у Спарту. Ликург се водио логиком да се закони временом мењају, док су обичаји отпорнији на време зато што се увуку у свакодневни живот грађана. Према песнику Пиндару, Ликург је написао своје законе према божијој наредби и да савету од Питије у Делфима. Питија је потврдила Ликургу да су његови закони добри и да ће са њима прославити своје суграђане. Према традицији када се Ликург осигурао да ће Спартанци поштовати његове законе све док се он не врати, одлучио је да се више никада не врати у Спарту. Извршио је самоубиство одбијајући да једе. Пре тога је захтевао од својих слуга да се закуну да ће просути његов пепео да га разнесе ветар. На тај начин се Ликург није вратио у Спарту за живота, нити је враћено његово тело након смрти, док су његови суграђани остали заувек послушни његовим законима. Данас се сматра да Ликург можда и није постојао уопште. Антички историчар Плутарх наводи да он чак није ни сигуран о било којој појединости која је написана о Ликургу, и да је сваки податак о легендарном законодавцу Спарте потпуно непоуздан. Међутим, све институције спартанског правног система се, скоро без изузетка, још од античких времена приписују легендарном законодавцу Ликургу. Спартанци су захваљујући њему познати по строгости свог права, али и по томе што су му се безрезервно повиновали.

### Велика ретра и Еуномија
Ликургови закони су били познати под именом Велика ретра (стгрч. μεγάλη ῥήτρα). Плутарх каже да је Ликург законе добио од пророчишта у Делфима. Ти закони, као и сви други закони у Спарти називају се retra, што значи говор, изјава. Неки сматрају да је та реч имала призвук „божански говор” односно да су закони били инспирисани од богова. У сваком случају, они нису били састављени и објављени у писаном облику. Спартанци су генерално избегавали да откривају појединости везане за своје закона и обичаје, и било је познато да је лакедемонске законе прикривала извесна количина тајанствености. Савремени истраживачи добијају податке о спартанским законима од спартанског песника Тиртеја, чија су дела делимично сачувана, као и од историчара Плутарха и Ксенофонта. Ти закони су увели у Спарту, Еуномију, која је означавала једнакост Спартанаца пред законом. Та једнакост се односила на једну врсту демократије као што су била друштвена једнакост, једнакост у јавним кухињама (сиситије), у богатству као и једнакост у спартанској фаланзи. У сваком случају, Спарта није имала демократију налик оној у Античкој Атини. Правилније спартанско државно уређење је била једна мешавина више државних уређења. У том државном уређењу демократија је важила само за пуноправне Спартанце, аристократија се односила на спартанску герусију, односно веће стараца, олигархија на ефоре и диархија, односно двовлашће.
Слободе спартанског грађанина нису се односиле само на биолошко наслеђе. Сваки млади Спартанац морао је да докаже, да може да припада хомијима. Он је био обавезан да успешно оконча један строги процес који је имао циљ да направи од Спартанаца снажне војнике и лојалне грађане.
Тај процес је требало да стави до знања сваком Спартанцу да није лако стићи до нивоа пуноправног спартанског грађанина. Спартански закони су се односили и према општем моралу грађана Спарте. Ти закони су строго забрањивали сваку врсту екстраваганције и луксуза, и приказивали су патриотизам и саможртвовање у биткама као врховни идеали спартанске државе. Најгори чин који је могао да се уради у спартанској држави је био да се напусти бојно поље. Упркос томе што у Античкој Спарти није постојао закон који је кажњавао оне које би током битке напустили бојно поље, то се сматрало веома срамотно за Спартанце и осрамоћивало свакога ко би тако нешто учинио. Главни интереси спартанске државе су били стварање и одржавање врхунских војника, што би могло да се оправда и дорском пореклу Спартанаца, и древни страх Спартанаца од устанка многобројних државних робова, хелота, што би морао да се спречи прекомерном војном силом.

### Краљеви
Античка Спарта је била специфична и по томе што је имала два краља и две краљевске династије, истовремено. То је настало у процесу формирања племенског савеза и државе, при чему је свако племе било дужно да да једног старешину. Отуд два базилеуса („два краља”) у Спарти.  Један краљ је припадао краљевској династији Агијада, а други је припадао краљевској династији Еурипонтида. Према митологији, те две спартанске династије су потицале од двојице браће близанаца, који су били потомци Хераклеа. Један од њих се звао Еуристен, а други се звао Прокле. У сваком случају обе фамилије су морале да се разликују једна од друге, није било дозвољено да склапају бракове и да њихови чланови носе иста имена. Чак су им се и гробови налазили на различитим местима. Док је члановима породице Агијада последње пребивалиште било село Питана, Еурипонтидима је последње пребивалиште било село Лимне. Оба краља су се сматрала једнаким, иако је Еуристен као старији од двојице близанаца давао теоријску предност Агијадима.
Долазак на спартански престо се одвијао биолошким путем, без обзира на личне способности наследника. Према Ксенофонту, син је имао предност у односу на брата иако је брат старији, ако се родио док му је отац био краљ. Краљевско наслеђе у Античкој Спарти се није односило толико на првог сина колико се односило на онога који је рођен када му је отац био краљ, то ће Византијци касније означити као порфирогенеза. Треба додати да су према Плутарху, Спартанци били доста флексибилни према тумачењу тог правила. Према њему, Спартански краљеви су били изузети од војничког вежбања која су била обавезна њиховим поданицима.
Обавезе спартанских краљева су биле толико војничке колико и религијске. Ксенофонт наводи да је спартански краљ био истовремено и свештеник и војсковођа током војних похода. Поред тога, један другог ограничавају, као два конзула у Риму. На почетку су оба краља била војсковође у спартанским војним походима, међутим после једног инцидента у Елеусини, 506. п. н. е. изгласан је закон да само један краљ може да води спартанску војску у поход, док је други био обавезан да остане у Спарти. На почетку су краљеви бирали где и када ће да крену у поход. Током 5. века п. н. е. одлуку за рат је доносила спартанска скупштина, Апела, док су од 4. века п. н. е. такве одлуке доносили ефори и веће стараца.
Током војних похода, спартански краљеви су сами доносили одлуке. Према Аристотелу, спартанска монархија је имала наследно војничко вођство. У рату је краљ имао овлашћења врховног команданта, и могао је да одлучи о примирју. Спартански краљ је увек ратовао на десној страни фаланге, у првом реду, окружен почасном гардом. Спартански краљ је у рату полагао право на живот и смрт својих војника, као и над својим поданицима али само уз сагласност ефора. Спартански краљеви су међутим морали да одговарају ефорима када би се вратили у Спарту после војног похода. Такође, спартански краљеви су били чланови већа стараца заједно са осталих 28 чланова тог већа, који су били из аристократских породица и морали су навршити 60 година живота. На крају, спартански краљеви су били свештеници Лакедемонског Зевса или небеског Зевса, и они су придавали јавне жртве боговима.
Није познато из ког разлога је Спарта имала двојицу краљева. Митолошко објашњење да је Аристодем, вођа Дораца који су настанили Лаконију, имао синове близанце, не може се прихватити као озбиљно. Разне теорије су се развиле о томе. Једна од њих је била да су двојица краљева спречавала да власт постане аутократска. Друга теорија, заснивана на писању Херодота, је говорила о различитом пореклу двеју династија. То се нарочито истиче код Херодота, према коме је краљ Спарте, Клеомен Ι рекао Питији у Делфима да он није Дорац већ Ахајац. То је довело до сугестија да једна од две династије била ахајског, односно предорског порекла. Спомиње се такође да је Спарта имала две краљевске династије зато што су те династије потицале из различитих места. Династија Агијада је наиме потицала из саме Спарте, док су Еурипонтиди водили порекло из јужне Лаконије.

### Спартанска герусија
Спартанско веће стараца, (стгрч. Γερουσία — Герусија), је била једно политичко тело које се састојало од 28 Спартанаца који су на напунили 60 година живота и који су потицали из аристократских породица Спарте. Чланови тог већа су били и двојица спартанских краљева, што је значило да се то веће састојало од 30 чланова. Да би неко могао бити биран за члана тог већа, морао је да има богату војничку каријеру. Теоретски свако од пуноправних грађана Спарте након навршене 60. године живота (када се завршила војна служба) је могао постати члан већа стараца, али су за чланове тог већа бирани они који су припадали старим спартанским аристократским породицама. Бити члан већа стараца се сматрало као нешто изузетно почасно, и чланство је било доживотно. Исократ из Атине спомиње да је Ликург био одредио да избори за веће стараца буду налик изборима судија атинског врховног суда, Ареопага.
После смрти неког члана герусије, кандидати за наследника су се појављивали пред спартанском народном скупштином „Апелом“, и били су бирани према јачини узвика присутних Спартанаца. Они који су бирали наследника налазили су се у оближњој кућици где нису могли да виде кандидате и бирали су онога чије је се име снажније узвикивало.
Спартанска герусија је играла веома важну улогу у спартанском политичком животу. Старци су имали законодавну власт, односно могли су да праве и да припремају законе, а заједно са краљевима су сачињавали ратни савет. Уз то, имали су право вета на одлуке Апеле у једно време су и ефори имали законодавно право. Уопштено речено, спартанско веће стараца је било политичко тело које се бавило унутрашњим пословима лакедемонске државе и није никоме одговарало за своје одлуке. Веће стараца је имало и судску власт и имали су право да осуде некога на смрт или да му одузму политичка права. Старци су могли истовремено да контролишу краљеве и да оцењују њихове одлуке.

### Ефори
Једно од значајних државних тела у Античкој Спарти је представљао колегијум пет ефора. Сваки ефор је представљао једно од пет села која су сачињавала Спарту . Њихове дужности су биле повезане са понашањем спартанских краљева и пуноправних спартанских грађана, као и са одржавањем Ликургових закона и њиховим функционисањем. Није познато када је створено политичко тело ефора и ко га је створио. Познато нам је да је ефоре сваке године бирала спартанска народна скупштина међу пуноправним грађанима Спарте, сваког новог јесењег месеца. Власт ефора је била одвојена од краљевске власти. Они су имали обавезу да воде рачуна о функционисању спартанске државе и прва дужност им је била да одржавају јавни ред. Овлашћења ефора су била сконцентрисана на прегледање неравноправних перијека и државних робова хелота, над којима су имали права живота и смрти. Међу њиховим обавезама је била и обавеза да воде рачуна о физичком изгледу Спартанаца. Неари, тј. млади, су били једна специфична категорија грађана која је била под непрестаним надзором ефора. Сваких десет дана они су испитивали њихову физичку кондицију и њихове услове спавања .
Ефори су такође имали право да проверавају и остале државне чиновнике, чак и краљеве, и могли су да казне некога са новчаном казном, затвором или смрћу. Они су водили спољну политику Спарте и водили су рачуна о спровођена одлука народне скупштине, којом су и председавали. Током војних похода, двојица Ефора су увек пратила краља, како би га контролисали. Треба додати да су имали право да одлучују о стварима за време криза. Њихова власт је била толика да је Аристотел упоређује са влашћу тирана. Имали су право да седе у присуству краљева. Теоријски гледано, они су представљали народ. Римски државник и беседник Цицерон упоредио је ефоре са плебејским трибунима у римском политичком систему. Сваког месеца краљеви су били обавезни да положе заклетву да ће поштовати државне законе, док су ефори давали заклетву да ће поштовати краљеве. Овлашћења ефора, упркос њиховим поређењима са тиранима, нису била неограничена. Могли су бити бирани само на једну годину и нису имали право да се поново кандидују. Њихову власт су оцењивали њихови наследници, и ако су прекршили неки закон, могли су бити чак и смртно кажњени. Данас постоје озбиљне несугласице о правој улози ефора у спартанској држави. Док их неки сматрају стубом спартанске државности други их сматрају споредним државним телом.

### Апела
Спартанска народна скупштина која се звала се „Апела“ (стгрч. Ἀπέλλα), била је скупштина пуноправних мушких грађана Спарте. Према Аристотелу она није имала значајну улогу и није се могла упоредити са Атинском еклесијом. Није сигурно колико је неко требало да има година да би могао бити члан Апеле. Претпоставља се да је морао имати 21 (као члан спартанске војске и учесник јавне кухиње, сиситија) или 30 година (када је могао оснивати породицу и постати државни чиновник). Подаци о Апели су толико оскудни да ни данас није познато чак ни када се сазивала. Велика ретра спомиње сазивање „с времена на време“ на ушћу река Еуроте и Ина, док Тукидид тврди да је сазивана сваког месеца када је био пун месец.
Апела није имала никакву законодавну власт и обични грађани нису имали право да на њој држе говор нити право да гласају о неком закону. Они су могли само да бирају педономе, геронте (старце) и ефоре. Могли су такође да прихвате или одбаце законе који су предлагали ефори, старци и краљеви. Такве одлуке су биле углавном везане за то ко ће бити вођа неког војног похода, да ли ће неки хелоти бити ослобођени, да ли ће да се склопи мир, или да ли ће се објави рат неком супарнику Спарте. Прихватање или одбијање таквих предлога обављало се узвикивањем, а председник Апеле, који је био ефор, могао је одлучити да ли је узвикивање било позитивно, или негативно. Аристотел такав начин одлучивања назива дечјим. Само у случају када председавајући Апеле није сигуран у свој суд долазило је до стварног гласања. Према неким проценама није уопште искључено да је Апела имала већу власт у периоду формирања спартанске државе него касније, као доказ борбе грађана против племићке олигархије. Одлуке народне скупштине могла је суспендовати герузија. 

## Друштвени слојеви
У односу на друге градове Античке Грчке, организација друштвених слојева у Античкој Спарти била је видно другачија. У Спарти нису постојали друштвени слојеви свештеника, племића, трговаца, земљорадника и робова, као што су постојали у већем делу хеленског света. У Античкој Спарти су постајала три основна друштвена слоја. Први је био онај који је означавао мушке пуноправне спартанске грађане, Спартијате, хомије (стгрч. Όμοιοι), што је значило сличне. Други друштвени слој је био слој перијека (старогрч. περίοικοι), „оних што живе у околини“. То су били људи који су живели у околини Спарте и који су имали одређени степен аутономије, али су им била ускраћена спартанска грађанска права. Трећи и најбројнији је био слој државних робова, или хелота (старогрч. είλωτες), који су обрађивали имања хомија и насупрот осталим робовима у Античкој Грчкој нису могли бити приватни робови. У Спарти су постојале још неке друштвене групе као што су били мотакес (или мотони), неодамоди, хипомијони, трофими, скирите и партеније. Хомији, Перијеци и сви слободни становници Лаконије су се сматрали Лакедемоњанима, док су хомији били искључиво из града Спарте.

### Спартијати
Чланови највишег слоја у Античкој Спарти били су Хомији, Слични, тј. Спартијати. Они су били пуноправни спартански држављани, којима су биле главне обавезе да буду добри војници и да учествују у политичком животу државе. Обавеза Хомија је била да се баве само војним питањима и ничим другим. Остале послове као што су трговина, сточарство, разни занати и пољопривреда су радили перијеци, а све тешке послове су радили хелоти. Право на држављанство се наслеђивало биолошки и требало је да се потврди кроз агогу. Из тог разлога, укључујући непрекидне ратове и друге мање сукобе, број пуноправних грађана Спарте је константно опадао. Око 480. п. н. е. Спарта је према Херодоту имала 8.000 пуноправних грађана. Године 371. п. н. е. када се окончала Спартанска хегемонија над Грчком, тај број пада испод 1.500. За време краља Агиса , око 244. п. н. е. године, број пуноправних Спартанаца је опао на око 700 особа. Аристотел је писао да је демографски пад Спарте био прави разлог пропасти лакедемонске државе у његово доба.
Да би неко постао Хомиј морао је:
- Да буде чистокрвни Спартанац.[35]
- Да успешно учествује у Агоги.[119]
- Да поседује клер.[120]
- Да учествује у заједничким гозбама (сиситије/стгрч. τὰ συσσίτια). Сиситије су биле плаћене месечно од сваког Хомија.[121]
- Да буде лојални грађанин Спарте и активни војник до своје 60 године живота.[122]

Уколико неко не би успео да испуни неке од тих услова, онда је бивао деградиран у ранг хипомијона.
Међу последњим краљевима Спарте, Клеомен III и Набис, крајем 3. и почетком 2. века п. н. е. покушали су да спрече потпуну демографску пропаст Спарте, дајући спартанско држављанство великом броју перијека, странаца и хелота. Ти покушаји су имали само привремени успех због непрекидних ратова који су задесили Спарту у то време. Спартанци су поседовали део земљишта који се звао клери. Клер се састоји од парцеле освојене земље. На тим земљиштима су радили искључиво хелоти. Хомији нису имали никаква друга занимања осим служења држави. Њима је било забрањено да путују изван Спарте без дозволе државе. Поседовали су имања (клерове) на којима су радили хелоти, и упркос томе што су из финансијског угла били просперитетнији од осталих Грка због поседовања великих земљишних поседа, били су приморани да се држе строгих лаконских принципа.

### Перијеци
Перијеци су били један део спартанског друштва који је живео у околини Спарте, у малим градићима и селима унутар граница спартанске државе. О њиховом пореклу постоје разне теорије. Док неки сматрају да су део предорског становништва које није пружило отпор Дорцима када су населили Лаконију, други сматрају да су они заправо били нека мешавина Дораца и делова предорског становништва. Неки тврде да су то странци који су се настанили у напуштеним ахајским насељима, други да су они били староседеоци који су остали да живе у околини Спарте, а трећи да перијеци представљају остатак некадашњег горњег друштвеног слоја покорених. Нису имали политичка права и нису учествовали у Апели. Међутим, имали су право да изгласавају сопствене законе, али су ти закони увек били инфериорнији у односу на спартанске законе. Такође су имали обавезу регрутовања у спартанску војску. Због пада броја хомија, перијеци су од средине 5. века п. н. е. почели да служе у спартанској војсци као прави хоплити, чија је борбена вредност била знатно виша од хоплита других грчких градова. Они су се бавили свим оним пословима којима се нису бавили хомији као што је сточарство, пољопривреда и трговина. Осим осталих права имали су и право да путују ван Спарте као трговци, што хомијима није било дозвољено.

### Хелоти
Као магарце сатрте несносним роварима, гони их шибом окрутна власт да половину свег рода што им добро узорана њива донесе, предају својим охолим господарима.

Тиртејев опис спартанског третмана Хелота
Хелоти су припадали најнижем друштвеном слоју у Античкој Спарти. Добили су своје име од града Хелос, чије је становнике Спарта међу првима поробила. Хелоти нису били типични приватни робови као у осталим деловима хеленског света, него државни робови и о њима је искључиво водила рачуна спартанска држава. Нису могли приватно да се купе или продају, пошто су били у власништву Спарте и њихов статус се може упоредити са средњовековним кметовима. Њихово порекло није апсолутно дефинисано, мада се најстарији хелоти сматрају потомцима становника Лаконије које су поробили Дорци током њихове инвазије на те просторе. Потоњи хелоти се углавном сматрају потомцима становника Месеније које су Спартанци поробили у Првом и Другом месенијском рату, током 8. и 7. века п. н. е. Хелоти су живели на имањима Хомија, радили су углавном тешке пољопривредне послове и давали су половину својих производа Спартанској држави. Имали су право да оснују породицу. Обавеза им је била да служе у спартанској војсци као лако наоружани војници или као војне слуге. Уколико би показали храброст и пожртвованост у борбама они и њихове фамилије могли би бити ослобођени. Мада се то углавном односило на Лаконске хелоте. Карактеристично је да су они били најбројнија друштвена група у Античкој Спарти. Надмашивали су број Хомија, отприлике двадесет пута. Из тог разлога су Спартанци имали стални страх од устанка хелота који су били чести, те их је то обавезивало да у Спарти увек држе велики број војника. Тукидид пише да је основни задатак спартанске државе био одржавање многобројних хелота под контролом. Месенске хелоте је ослободио Тебанац Епаминонда у 4. веку п. н. е. Упркос томе Лаконски хелоти су служили као робови спартанске државе све до 2. века п. н. е. када их је ослободио последњи спартански краљ Набис. Њихов живот под спартанским јармом је био посебно тежак. Говорило се да су неки од њих били бичевани сваких годину дана како би увек памтили да су робови. Такође, Плутарх пише да су Спартанци присиљавали хелоте да пију вино које није било мешано са водом и да су их терали да плешу на понижавајуће начине како би показали млађима колико је срамотно бити пијан. У Античкој Атини је постојала карактеристична анегдота о томе да су у Спарти живели најслободнији и најпоробљенији људи у Грчкој, што је значило да је термин хелот постао синоним за поробљеног човека. Историчар Ксенофонт пише да су хелоти изузетно мрзели своје Спартанске газде и да су увек били спремни за устанак чим би се пружила прилика. То се нарочито показивало у случају Месенских хелота који су били према већини процена једна поробљена нација. С друге стране, Лаконски хелоти су се сматрали генерално вернијим спартанској држави и нису били велика опасност за њену стабилност.

Хелоти су били позвани да прокламацијом изаберу оне за које се тврдило да су се највише истакли у борби са непријатељем, како би добили слободу; циљ је био да се тестирају, да ће први који затраже слободу бити најпоноснији и најспремнији да се побуне. Одабрано их је чак две хиљаде, који су се окитили и обилазили храмова радујући се својој новој слободи. Међутим, Спартанци су их убрзо после тога уклонили и нико никада није сазнао како су страдали

Тукидидово описивање погубљења великог броја хелота од стране Спартанаца
Међутим постоје и другачија мишљења о положају хелота у Античкој Спарти. Неки историчари из античког доба сматрају да су хелоти били у значајно бољем положају него типични робови у осталим деловима Грчке. Наиме хелоти су водили газдинство хомија што нису могли други робови, и задржавали су део добијеног плода земље, слично као робови у Античком Риму. По неким другим мишљењима, чак нису били ни државни робови у пуном смислу те речи, јер их Спарта није могла продати. У Античкој Спарти се помиње да су постојали и прави робови као у осталим деловима хеленског света. Њихов статус би се могао описати као један вид патријархалног, колективног ропства. Грчки писац Полукс пише да су хелоти заузимали друштвени положај између слободних људи и робова, заједно са тесалским пенестима и критским кларотима и мноитима. Вил Дјурант пише да су хелоти имали све слободе средњовековних кметова. Они су наиме могли имати неограничено потомство. Њихов положај није био гори од оног сеоског становништва Античке Атике. Међутим хелоти су били непрестано под надзором тајне полиције и могли су бити убијени кад год их је спартанска држава сматрала претњом својој безбедности.

#### Остали друштвени слојеви
Мотакес (или мотони) (стгрч. μόθακες): су били они који су имали оца хомија, а мајку из редова хелота. То су била деца из незаконитих веза између мушког спартанског грађанина и мајке робиње. Они су могли бити прихваћени од спартанског друштва, да учествују у спартанској агоги и могли су да постану део спартанске елите.
Неодамоди (нови грађанистарогрч. νεοδαμώδεις): су били бивши хелоти или мотакес, који су добијали своју слободу ако би се показали као изузетни борци на бојном пољу или су успешно учествовали у агоги, али нису постајали пуноправни спартански грађани.
Хипомиони (или миони)(старогрч. υπομείωνες): су били бивши хомији који су изгубили своје право на спартанско држављанство или на политичка права, због лошег показивања на бојном пољу, заробљавања од стране непријатеља или који нису могли да плате своју дажбину спартанској држави.
Трофими(старогрч. τρόφιμοι): су били деца из других делова Грчке, која су учествовала у агоги као и Спартанци.
Скирите (старогрч. σκιρίται): били су у сличном положају са перијецима и живели су на северним границама спартанске државе, у месту Скирија. Скирите су чинили специјалне јединице Спартанске војске и били су веома потребни Спарти у њеним војним походима.

## Ксенеласија
Ксенеласија (стгрч. ξενηλασία) је било правило које није постојало само у Античкој Спарти него и на Криту, који је у класично доба био насељен претежно дорским становништвом. То правило је забрањивало странцима да бораве у Спарти без специјалне дозволе спартанске државе. Спартанци су веровали да би могли да задрже дорски карактер њихове државе, ако би задржали све странце изван Спарте. Такође, то је онемогућавало потенцијалним непријатељима да израчунају тачан број спартанских грађана. Међутим, постојали су и изузеци из правила који су се односили на пријатеље Спарте, као што су били Алкибијад када је побегао са брода који га је превозио до Атине да би му се судило, и наравно проспартански историчар Ксенофонт.

## Положај жене
Положај жене у Античкој Спарти је био много другачији у односу на положај жене у осталим градовима-државама Античке Грчке. Према Ксенофонту, жене у Античкој Спарти су имале веома висок положај у друштву, захваљујући Ликургу. Спартанци су веровали да жена мора бити физички снажна како би родила здраве потомке. Спартанка је имала пуну полну слободу. Чак је могла тражити од свог мужа одобрење за односе са другим мушкарцем. Осим тога девојчице у Античкој Спарти су учествовале у празнику Гимнопедија, заједно са дечацима.
У Спарти, жена је имала право да се образује и рачунајући да су мушкарци могли бити дуже време у рату, жена је имала велике повластице у односу на стандарде тога доба. Жене у Спарти су биле веома богате, нарочито после V века пре нове ере, када су у свом власништву, кроз наслеђивање, имале доста земље. Спартанске девојчице су училе да читају и да пишу, што није био случај ни у једном другом старогрчком граду. Жена у Спарти се бавила спортом исто као и мушкарци. Учествовала у такмичењима у бацању копља, трчању, бацању диска и посебну пажњу је посвећивала фолкору. Спартанске девојчице су вероватно пролазиле кроз фазу агоге, која је била слична оној кроз коју су пролазили дечаци, мада је највероватније била у знатно блажој мери. У Античкој Спарти су постојала такмичења и за жене, у поменутим спортовима. Учеснице тих такмичења су се такмичиле потпуно голе, баш као и мушкарци како би биле у стању да виде и усаврше своје тело. Насупрот осталим грчким градовима где су жене биле већим делом затворене у кући и морале су да носе тешка одела, у Спарти су оне могле носити лагану одећу и слободно излазити напоље. Спартански закон је сматрао мајке-удовице потпуно равноправним са мушкарцима, и оне су могле бити наследнице мужевљевог богатства што је био начин да остану финансијски независне. Аристотел наводи да је у његово време већи део спартанског богатства заправо био у рукама жена. За време краљева Агиса и Клеомена, у трећој четвртини 3. века п. н. е. Спартанке су поседовале највећи део спартанског земљишта. За Спарту се говорило да је био једини град у Античкој Грчкој где су жене владале мушкарцима. У историји је остао забележен један број Спартанских жена које су постале познате, као на пример Горго, супруга Леониде, Кратисиклеја, мајка Клеомена III, као и његова супруга Агијатис. Треба додати да је у Античкој Грчкој прва жена победница на Олимпијским играма заправо била Спартанка. То је била Киниска, сестра краља Агесилаја II, која је победила у колским тркама у Олимпији као власница тих кола. Спартанке због њихових великих права и слободне природе биле су нарочито омиљене у Хеленском свету, а биле су познате и због њихове лепоте.

## Венчани обичаји
У Античкој Спарти, бирање супружника је било искључиво одговорност особе која је требало да се венча, а не родитеља. Сваки хомијос је имао обавезу да се ожени након 30 године живота. Иако су у неко време спартански краљеви имали право да одреде за кога би се удала богата наследница, то је важило само у случајевима када је њен отац умро и ако је није био обећао никоме. Сматрало се право да се млади буквално украду пред женидбу. Младе Спартанке су се жениле када су имале отприлике осамнаест година, а не са петнаест као што је то био обичај у Античкој Грчкој. У Спарти је био нарочито чудан начин на који су млади долазили у љубавни однос. Они су увек имали љубавни однос у мраку, и на тај начин према Плутарху никада нису губили жељу за љубављу. На тај начин су везе трајала дуго, да неки Спартанци никада нису видели мајку своје деце под светлом дана. Уз то, мушкарац је могао да тражи неку другу удату жену из неке друге породице само да би постала мајка његове деце, и то је била велика част за ту породицу. Главни циљ спартанског брака је било рађање мушке деце који би постали будући војници спартанске државе.

## Наследно право
У Спарти, па и у целој Грчкој јавља се установа епиклерат. Једна од одлика спартанског права је повољан положај жене. Епиклера је ћерка која наслеђује свог оца, јер нема мушких потомака. Епиклера има дужност да се уда за свог најближег рођака, како би добила сина који ће, условно речено, наследити свог деду. Како Грци истичу, битно је да је дете „од исте крви”. Ћерка служи као средство за преношење имовине. Како се ова установа јавља у целој Грчкој, у Спарти је била најповољнија за епиклеру, ћерку-наследницу. Није морала стриктно да поштује редослед рођака за које ће се удати, могла је сама да изабере себи супруга. Несумњиво је рећи да је спартанско право давало велика права и слободе женама, као и да је дуго била заступљена установа матријархата. У последњем веку постојања Спарте, ћерка-наследница, епиклера је могла располагати очевом имовином. .

## Спартанска агога
Спартанска агога (стгрч. ἀγωγή) је била најзначајнија институција спартанске државе која је чинила спартанску државу посебним у односу на остатак хеленског света. Агога је апсолутно дефинисала читав смисао постојања спартанске државе, као и све идеале везане за њу. Захваљујући агоги, Спарта је била у стању да створи и одржава најснажнију војну силу у античком свету. Не постоје поуздани подаци када је агога била установљена. Најверодостојнији датуми се тичу око 8. и 7. века п. н. е. мада се сматра да по установљењу није имала свој класични облик.

### Пре агоге
Вежба Спартанаца су почињале чак и пре рођења детета. Трудне мајке су биле обавезне да раде специјалне вежбе како би родиле снажну и здраву децу. Новорођену децу, Спартанци су купали у вину како би могли да утврде колико је новорођенче било снажно и издржљиво. Онда су децу давали старијим Спартанцима који је требало да процене колико су деца била здрава. Уколико је дете било рођено слабашно они су га остављали на место звано Апотете (стгрч. αποθέται). То је била нека врста примитивне еугенике.> Дуго времена се веровало да су слабашну децу која нису била јака, или која су се родила као инвалиди, бацали у једној провалији планине Тајгета. Та провалија се звала Кеадас. Међутим археолошка ископавања су доказала да у Кеадасу нису бацана слаба новорођенчад, него ратни заробљеници. Родитељи су водили рачуна о њиховој мушкој деци, до њихове пете или шесте године живота. Они су морали да науче дете да се не плаши мрака и самоће, као и да буде издржљиво према глади и хладноћи. Од шесте године живота били су обавезни да дају мушко дете држави која се бринула о детету до 20 године живота.

### Први део Агоге
Око седме године живота, када је мушко дете према спартанском обичају постајало педион (стгрч. παίδιον) било је дато држави која се од сада бринула о њему. Она су била сврстана у специфичне групе под именом агеле или вуе, што би отприлике значило „стада“. Агеле су биле под надзором педонома. Педоном је био старији Спартанац који је водио рачуна о вежбању младих. Они су јели само Црну супу (старогрч. Μέλας ζωμός), и били су приморани да краду да би преживели. Они су тада радили тешке физичке вежбе како би ојачали своје тело. Карактеристично је да су одмалена били приморани да ходају боси како би ојачала своја стопала. Ако би били ухваћени да краду онда су били строго кажњени само зато што су били ухваћени. Током целе године су носили једну исту одећу, и радили су физичке вежбе потпуно голи. Морали су да уче песме Алкмана и Тиртеја које су имали искључиво војнички карактер. Спартански малишани су били приморани да спавају на трскама која су ломили на обалама Еуроте. Употреба ножа током ломљења трске је била забрањена ради јачања руку. Такође, била је и забрањена свака употреба купатила са топлом водом, осим у случају великих празника. Током првог дела агоге, они су били обавезни да науче да играју спартански војнички плес, пирихијон, који им је помагао да одржавају ритам током марширања. Спартански малишани су такође били учени да читају и да пишу.

### Други део Агоге
Од тринаесте године живота агога је постала интензивнија. Спартански дечак је отада постајао, миракион, (стгрч. μειράκιον), што је значило адолесцент. Када је дете постајало адолесцент, агога је постајала интензивнија и разноврснија. Спартански адолесценти су онда учили како да марширају на са пуном опремом и боси, како би ојачали стопала, што им је давало огромну предност у односу на остале грчке хоплите. Непрекидним физичким вежбама, млади Спартанци су били приморани да усавршавају тело. Бригу и о физичким вежбама је предузимала држава. Карактеристично је да је у Античкој Спарти према Плутарху било забрањено постојање приватних простора за вежбање. То се чинило како би вежбање свих Спартанаца било равномерно. Млади Спартанци су такође учили да се боре у стилу грчких борилачких вештина као што су били панкратион и пигмахија. Нарочита пажња се давала учењу војничких вештина у чему су Спартанци сматрани супериорним у хеленском свету. Млади Спартанци су такође били учени да причају мало и суштински, „Лаконски“. Спартанци су сматрали да се мудрост сагледа у говорењу што мање речи. Током лета, и поготову током месеца Екатомвеона (што је месец Јул) млади Спартанци су били припремани за празнике Гимнопедија. Гимнопедија није био само празник већ и нека врста спортских такмичења, где је требало да млади Спартанци да покажу резултате свог тренирања. Када је Спартанац навршавао 18 годину живота, он је постајао иренас, (старогрч. εἴρενας), што је значило одрастао мушкарац и грађанин Спарте. Са деветнаест година млади Спартанци су учествовали у Криптеји. То је био годишњи обичај објаве рата хелотима, када су млади Спартанци морали да нађу снажне хелоте и да их убију. На тај начин су они први пут осећали како је бити у рату. За Спартанца, убиство хелота се није сматрало нечасним, због тога што су Спартанци сматрали да су се увек налази у ратном стању са њима. Спартанска агога је трајала отприлике од седме до двадесете године живота.

### Након Агоге
Од двадесете до тридесете године живота, Спартанци су настављали да живе у војним логорима и да обедују заједно са својим саборцима у сиситијама. То је према неким проценама важило чак и за оне Спартанце који су већ основали породицу. Спартанци су тада спавали заједно са својим саборцима у истим шаторима у групама по петнаест особа, што је било познато као сискинија. Није им било дозвољено да иду кући и да посећују породицу, осим неколико пута годишње. Мада се сматра да су многи од њих тајно посећивали породицу бежећи из логора. Када би напунили 20 годину, Спартанцима је било дозвољено да пусте дугу косу што је временом постала лакедемонска карактеристика. Након тридесете године живота могли су да се ожене и да се настане изван војних логора. Од тог момента су стицали право да иду на Агору и да учествују у политичким дебатама. Такође су били обавезни да непрекидно раде војничке вежбе како не би изгубили своју борбену спремност и способност. Војничке вежбе одраслих Спартанаца су биле толико тешке да су врло често умеле бити крваве. Спартанци су говорили како су им вежбе биле крваве да би им битке не би биле крваве. Та ситуација се настављала до шездесете године живота када су престајали да буду активни војници. Међутим сматра се да спартанско друштво није било толико строго предодређено као што се мислило. Када нису учествовали у војничким вежбама, Спартанци су водили политичке дебате, ишли су у лов и уживали учествујући на разним гозбама и празницима.

### Криптеја
Криптеја је без сваке сумње био најсуровији обичај у Античкој Спарти. Према Аристотелу, Криптеја је била основана од стране Ликурга. Она је била годишња објава рата хелотима од стране ефора. Та објава рата се одвијала како би се легализовало убијање хелота. У Криптеји су млади Спартанци, који су имали око осамнаест година, били остављени слободни у пределима где су живели хелоти. Њихова обавеза је била да нађу и да убију најопасније и најснажније хелоте. Млади Спартанци су углавном били лако наоружани са малим ножевима или комплетно ненаоружани. Требало је да убију хелоте тако да би стекли истинско борбено искуство. На тај начин се сматрало да ће постати изванредни борци. Други разлог тог обичаја је био да се смањи број хелота који је далеко надмашивао број пуноправних Спартанаца. Сматрало се часним да се убије неки снажан хелот, док би се убиство неког слабог хелота или жене и детета сматрало великом срамотом. Историчари наклоњени Спарти су одбацивали тезу о убиству хелота и говорили су да се радило о скривању спартанских рањеника. Кад је неки Спартанац био тешко рањен у борби нико га није смео видети, и сваки хелот који би га видео био је смртно кажњен. Не постоје веродостојни подаци да ли се Криптеја обављала сваке године из због тога што би у таквом случају могли бити чести масовни устанци хелота.

### Педерастија
Један од најконтроверзнијих обичаја не само у Античкој Спарти, већ и у хеленском свету, је био обичај педерастије. Обичај педерастије је потицао из речију пес + ерос (стгрч. παῖς + ἔρως), што је значило љубав за дете. То се односило на однос између старијег Спартанца и младог адолесцента. Права природа тог односа је била веома контроверзна. Атински филозоф, Платон је записао да је однос између старијег и млађег Спартанца био не само духовни већ и физички (старогрч. παρά φύσην). Спартанци су називали тај пар као љубавнике, или ерасте. Специфични назив за старијег Спартанца је био инспиратор (старогрч. εισπνέλας). Односно да је старији инспирисао млађег у његовом путу да постане пуноправни Спартански грађанин. Проспартански настројени историчар Ксенофонт је записао да су физички односи између старијег и млађег Спартанца били толико забрањени, колико и односи између деце и родитеља. Ту тврдњу подржавају римски беседник Кикерон и грчки историчар Плутарх. Из тих разлога, права природа педерастије у Античкој Спарти је прилично нејасна, мада се сматра да су ипак постојале везе сексуалне природе између адолесцента и старијег Спартанца. Пол Дјурант тврди да педерастија у Античкој Спарти, као и на Дорском Криту, не само да је била дозвољена већ да је била и охрабривана од стране државе. Скоро сваки млади Спартанац је имао свога љубавника који је био старији Спартански грађанин. Спартанци генерално, као и остали Грци нису имали предрасуда према избору пола.

## Спартанска војска
Спартанска војска је према већини процена била најснажнија војна сила у старом веку. Њене оружане снаге су биле толико савршено дисциплиноване и извежбане да вековима биле доминантне у Античкој Грчкој. Сви пуноправни Спартанци између 20-те и 60-те године живота су били активни војници Спарте. Готово савршеном дисциплином, Спартанци су успевали да надокнаде своју малобројност која је била њихов највећи недостатак. Спартански хоплити се нису битно разликовали по наоружању од осталих грчких хоплита, иако је Спарта била прва држава у Античкој Грчкој која је дала својој војсци један униформнији изглед. Главна разлика је била у томе што су увек носили црвене ношње, тако да им не буде видљива крв уколико би се повредили. Спартанци су такође пуштали дугу косу и браду, углавном без бркова, што је сматрано лакедемонском карактеристиком, и имали су навику да се чешљају пред битку. Током 7. и 6. века п. н. е. Спартански хоплити су носили бронзани телесни оклоп, коринтски шлем и штитнике за колена. У време Грчко-персијских ратова они су заменили телесни бронзани оклоп са лакшим линеним, познатијим као линоторакс (стгрч. λινοθώραξ), који су носили углавном перијеци, док су хомији наставили да носе бронзани телесни оклоп. Такође, носила се и лакша телесна ношња, познатија као ексоми (старогрчки εξώμη) која постала омиљена крајем 5. и првом половином 4. века п. н. е. Њихова главна оружја су била шлем (углавном коринтског и напокон лаконског типа), копље, мач и штит. За време Пелопонеског рата, Лакедемоњани су имали написано грчко слово "Λ", на својим штитовима што је означавало Лакедемонију. Спартански хоплити су били боси у борбеном строју, како би повећали трење и учинили фалангу стабилнијом. Током 3. века п. н. е. за време Клеомена III спартанска војска је била наоружана дугим копљем, македонском сарисом, док су подаци о ношњи спартанске војске током тог периода прилично оскудни. За Спартанце је било незамисливо да напусте бојно поље. Постоји позната анегдота о томе када су Спартанске мајке давале штитове својим синовима, говориле су им да се врате са штитом или на њему (старогрчки ἢ τὰν ἢ ἐπὶ τᾶς). То је значило да су се могли вратити само као победници или као мртви на штиту. Спартанска војска као и њена организација, је постала узор многим војскама у старом веку, а нарочито римској војсци. Данас се спартанска војска сматра првим правим примером специјалних јединица у војној историји.

### Војна организација
Војна организација спартанске војске је била следећа. Сви пуноправни спартански грађани између 20-те и 60-те године живота су били спартански војници, мада су у рат позивани они између 20 и 55, а последња одбрана су били они између 56 до 60. До 30 године живота Спартанци су живели у војним логорима. Заповедници војске су били двојица краља, а после 506. п. н. е. само један краљ који је водио походе. Организација спартанске војске се мењала током времена да би била адаптирана спартанској малобројности (стгрч. ὀλιγανθρωπία). Тиртеј, који је живео у доба Другог месенијског рата, писао је да је спартанска војска била организована на племенима која су сачињавала Спарту. Херодот спомиње да је организација Спартанске војске била заснована на пет лохоса, и да је сваки лохос имао по 1.000 војника. Лохос је била војна јединица која је припадала једном од пет села која су сачињавала Античку Спарту и њоме је командовао полемарх. Те лохосе су сачињавале еномотије, што је значило „братство оних који заједно обедују“. Еномотије су биле толико самосталне, да су често њиховом самосталношћу могле да угрозе читав спартански борбени поредак. Према Ксенофонту, који је био одличан познавалац Спарте, спартанска војска је у његово доба имала другачију организацију. Према њему, основна јединица спартанске војске касног 5. века п. н. е. је била Мора. Спартанска војска се у то доба састојала од 6 мора. Једна мора се састојала од 576 војника и налазила се под командом полемарха. Следећи по чину је био лохагос, који је био заповедник 1/4 сваке море. Та јединица се звала лохос, или „заклетвом повезана дружина“. Четврти је био пентиконтарх, који је био главни 1/8 сваке море која је била позната и као пентикостија. Задњи по рангу је био еномотарх, који је био заповедник 1/16 једне море, која је била позната као еномотија. На крају 5. века п. н. е. је постојала је и спартанска коњица која је била подељена такође на шест јединица по 100 коњаника свака, и свака је била под командом једног хипармоста. Најелитнији део спартанске војске били су „хиписи“, тј. коњаници, који су на почетку били на коњима, али су већим делом спартанске историје ратовали као пешадинци. Они су били краљева града и бирани су међу најспособнијим спартанским војницима. Спартанци су имали такође помоћне трупе. Те трупе су сачињавали перијеци и хелоти. Перијеци су се од средине 5. века п. н. е. борили као пуноправни хоплити. Са друге стране, хелоти су били најбоље наоружане помоћне трупе у Античкој Грчкој. Такође Спартанци су имали и Крићанске стрелце (сами Спартанци су сматрали стрелце као „женственим“ начином ратовања) као лакше трупе за време Првог месенског рата као и Клеоменовог рата. Страни најамници су почели да се употребљавају током 4. и 3. века п. н. е. када је број хомија био драстично опао. Ту треба додати да су током Хеленистичке ере и сами Спартанци постали најамници, када је спартанска држава изгубила своју моћ. Неки познати спартански најамници су Клеарх, који је ратовао за Кира млађег, Агесилај II и Ксантип Лакедемоњанин који је имао одсудан допринос у реорганизацији Картагинске војске у 3. веку п. н. е.

### Спартанска морнарица
Копнени карактер спартанске државе као и кршевите обале Лаконије, ограничавали су Спарту као искључиво копнену силу. Спарта, која је већим делом имала кршевите обале, имала је само једну важну луку, Гитио, која се налазила јужно од Спарте. За време Саламинске битке, Спарта, која је имала малу ратну морнарицу, учествовала је у бици са 16 трирема. Током већег дела Пелопонеског рата, Спарта није била у стању да парира Атини на мору. Последњом деценијом 5. века п. н. е. Спарта је уз огромну финансијску помоћ Персије саградила моћну флоту. Са том флотом и под заповедништвом способног адмирала Лисандра, Спарта је успела да порази Атину и успешно оконча Пелопонески рат. Снажна морнарица је омогућила Спарти да успостави хегемонију над Грчком. Међутим после пораза у поморској бици код Книда од стране комбиноване атинско-персијске флоте, 394. п. н. е. Спарта губи превласт на мору. Покушај Спарте да поново изгради моћну морнарицу догодио се током владавине Набиса, крајем 3. и почетком 2. века п. н. е. Тај пројекат је напуштен након римског освајања Спарте.

## Економија
Економски модел Античке Спарте, теоретски се базирао на избегавању богаћења. Хомијима је било забрањено да раде послове од којих би могли да се обогате. Продуктивне послове су могли радити само перијеци. Хелоти су били приморани да раде тешке послове на земљиштима Хомија. Хелоти су били обавезни да сваке године дају половину својих производа Хомијима на чијим имањима су радили. То је било познато као апофора. Треба поменути да је Хомијима било забрањено да дуго бораве на њиховим земљиштима. Перијеци, као Метеци у Античкој Атини, били су углавном пољопривредници, трговци и занатлије.
Поново теоријски гледано, наводи се да је у Античкој Спарти, из је употребе био избачен новац. Новац се у Спарти користио на комплетно другачији начин него у остатку хеленског света. Новац је у Спарти био релативно непотребан из јер је исхрану обезбеђивала држава ( Сиситија). Уз то у духу Ликургових закона у Спарти, било какво богатство и луксуз се сматрало неморалним. На тај начин је спартански новац био бескористан и врло мале вредности. За спартански новац се каже да је био прављен од металних шипки и да је био тежак. Да би неко могао да носи новац вредан 1000 Драхми (10 Мина) била би му потребна колица, док тај новац није имао никакве вредности изван граница Спартанске државе.
Међутим, многи историчари верују да у Спарти, Архајске ере, није постојао закон који је забрањивао употребу новца. Током класичне ере спомиње се на више места да су Спартанци користили новац. Након краја Пелопонеског рата, спартанска држава се нашла у дилеми да ли је требало да се дозволи употреба сребрног новца или не. Донета је одлука да се гвоздени спартански новац употребљава само за унутрашње употребе, док се новац кован од вредних метала могао употребљавати искључиво за државне послове. Спарта је почела да израђује сопствени новац почетком 3. века п. н. е. када је краљ Ареус I, исковао кованице са његовим ликом.
Иако су Ликургови закони проповедали равноправност међу лакедемонским грађанима, богатство у Античкој Спарти је било неравноправно подељено. Херодот спомиње да су у Спарти постојале особе које су биле изузетно богате, и које су углавном биле аристократског порекла. Аристотел пише да је у 4. веку п. н. е. богатство у Спарти било подељено изузетно неравноправно и да су велики део богатства поседовале заправо жене. Плутарх пише да је током 3. века п. н. е. у време када се Спарта налазила у дубокој кризи, богатство било подељено између малог броја људи. Представе о економском животу Античке Спарте су доста контрадикторне. Док су Ликургови закони проповедали равноправност и спартанска дисциплина се по правилу одрицала сваке врсте луксуза и богатства, историјски извори спомињу да је богатство у Спарти било неравноправно подељено, при чему су сами Спартанци у хеленском свету били познати по великој грамзивости.

## Религија
Антички Спартанци су били изузетно религиозни, чак можда и у мери у којој нису били остали Грци. Старогрчки путописац Паусанија пише да је у Античкој Спарти постојао велики број храмова. По њему, у Спарти је постојало 43 храма посвећена боговима, 22 храма посвећена херојима и око 15 статуа посвећених боговима. Осим наведених постојао је и велики број надгробних споменика, јер су Спартанци сахрањивали њихове мртве унутар граница града, што је било неуобичајено за Грке. Неки од тих надгробних споменика су имали религијски карактер и били су посвећени знаменитим Спартанцима, као што је био Ликург, Леонида I и Паусанија I.

### Богови и веровања Спартанаца
Спартанци су имали исте богове као и остали Грци. У Спарти су нарочито биле поштоване богиње. Од укупно 50 храмова које спомиње Паусанија, њих 34 су били посвећени разним богињама. Од свих богиња, Атена је била најпоштованија. С друге стране, Аполон није имао велики број посвећених храмова, али је био нарочито поштован пошто је Лаконија била сматрана Аполоновим троном. Нарочито је био поштован у месту Амикле. Осим наведених, Спартанци су посебно поштовали и Гелоса, који је био бог смеха.
Према Анаксагори, Ахилеј је био поштован и Спартанци су саградили два храма у његово име. Такође су били поштовани и остали јунаци Тројанског циклуса. Они су били Агамемнон, Касандра (под именом Александра), Клитемнестра, Менелај и Хелена. Менелај и Хелена су имали посебан храм посвећен њима, Менелајион у месту Терапни у близини Спарте. Према Пиндару, у Спарти су доста поштоване и Диоскури који су били на неки начин асоцирани са двојном краљевином. Они су сматрани чуварима спартанске војске. Пиндар пише да су они били надгледачи Спарте, због њиховог спартанског порекла. За крај, један од најважнијих хероја који су били поштовани у Спарти је био Херакле, пошто су га дорски Спартанци сматрали својим претком. Херакле је у Античкој Спарти имао култ не само бога, већ и националног хероја.

### Приношење жртви
Као и остали Грци, Спартанци су приносили жртве боговима. Познато је да су пред битке боговима приносили жртве како би им они били наклоњени. Такође, Спартанци су приносили жртве и богу Еросу што је било непосредно повезано са култом спартанске педерастије. Приношење жртви Еросу, су такође радили крићански Дорци.

### Спартански празници
Античка Спарта је као и други грчки градови, имала велики број празника. Један од најважнијих и најчуднијих празника спартанске државе је био празник Ортије Артемиде, јер су млади Спартанци тада јавно шибани, (стгрч. διαμαστίγωσης). У храму Аполона у Амикли прослављан је заједнички празник посвећен Аполону и Јакинту због блиске везе двојице богове. На том празнику је била изражавана жалост за Јакинта и певале су се песме о Аполону. Карнеа или Карнеја је била можда најважнија слава Дораца, где се славио Аполон Карнејски. Према једној верзији, ту славу је у Спарту довео песник Терпандр са Лезбоса. Празници Гимнопеда су били повезани са веровањем у Аполона, али нису били повезани са тим слављем. Такође је одржавано мноштво спортских такмичења током карнејског празника. Други празници и славе Античке Спарте су били Агитореја у част Зевса и Агранеја у част мртвих, која се славила и у другим хеленским градовима. Атинеја у част Атине, Алкидеја, Амиклеја у част Аполона и Диоскура. Брасидеја у част палог генерала Брасиде. Гимнопедија у част Аполона, Артемиде и Лите, када су се и одигравала годишња такмичења. Дамија у част богиње еуфорије, Дамије. Диаватиреја у част Зевса, што је био искључиво дорски празник. Такође у Античкој Спарти, хомерски јунаци Хелена и Менелаји су имали сопствени култ. Празник Хеленеја је био у њихову част уз велику параду невиних девојака према храму Менелаја. Уопштено гледано, Спартанци су имали много празника и слава које су делили са осталим Грцима.

## Књижевност
Античка Спарта је због своје милитаристичке природе, створила оскудну културу лишену великих уметничких дела и није имала велику књижевну традицију. У античкој историји нису забележени случајеви великих спартанских мислилаца и књижевника. Међутим треба поменути да је познати старогрчки лирски песник, Алкман, највероватније водио порекло из Спарте, премда у време када је он живео (7. век п. н. е.) Ликургова агога можда и није била потпуно утемељена. Такође, познато је да су Античку Спарту посетили Лезбејски песник Терпандр, након Другог месенијског рата и лаконофил историчар Ксенофонт у 4. веку п. н. е. Карактеристично је да је Терпандр добио музичку награду на празнику Карнеја или, према једној другој верзији, заправо установио музичко такмичење на Карнејском празнику. Још један познати песник из Античке Спарте је био Тиртеј, који је живео у време Другог месенијског рата и учествовао у њему. Он је спевао песме како би повећао морал спартанским војницима у рату против Месењана. Тиртејово порекло није познато. Неки извори тврде да је био родом из Спарте, а други тврде да је био рођени Атињанин. Спарту су такође током Архајске ере посетили Талет, Полимнест и Анакреонт, чије песме су волели Спартанци јер је компоновао песме за хорове спартанских девојака. Спартанска књижевност је генерално оскудна и није производила велика дела попут осталих старогрчких градова, поготово у поређењу са Атином. Познато је да су спартански војници певали песме Алкмана и Тиртеја током маршева и војних похода. Неки извори говоре да је Античка Спарта била веома отворена у односима са остатком хеленског света, већим делом Архајске ере. Познато је да је Спарта имала чак и сопственог епског песника, Кинетона. Међутим, у време када Спарта досеже свој врхунац, налази се у гвозденим оковима дисциплине Ликургових закона.

## Уметност
Уметност у Античкој Спарти је доживела велики процват током Архајске ере, када је знатан успон доживела обрада керамике, бронзе и слоноваче. Познато је да је лаконска уметност доживела знатан процват током Архајске ере када је Спарта била један релативно важан уметнички центар у Античкој Грчкој. Међутим током 6. века п. н. е. када су Ликургови закони највероватније добили свој коначни облик, изумрла је било каква врста уметности.

### Вајарство
Допринос лаконских вајара у вајарству није нарочито значајан за грчке стандарде. Међутим током 7. века п. н. е. у Спарти је вајарство доживело знатан успон, кроз дедалску методу. Та метода је била позната по прављењу малих керамичких статуа које су добиле име од митолошког изумитеља. Током 6. и 5. века п. н. е. вајарство као и остале врсте уметности су доживеле велики пад, али познати кип спартанског ратника показује да су ипак лаконски уметници задржали корак са осталим хеленским вајарима, иако надгробни споменици из тог доба не приказују знатан напредак у лаконском вајарству.

### Архитектура
Атински историчар Тукидид пише да Спарта уопште није личила на хеленски град, већ само на пет раштрканих села. Он пише да нико никада не би поверовао да је Спарта имала толику моћ, када би видео колико је сиромашно била изграђена. Међутим, Паусанија, грчки путописац из 2. века н. е., пише да је Спарта имала солидан број зграда и храмова и да није била запуштена и потпуно непретенциозна у културном смислу. Паусанија такође тврди да је Спарта имала Скију, театар који је био саграђен око 570. и 560. п. н. е. Уз то Спарта је имала и храм посвећен богињи Атени саграђен крајем 4. века п. н. е. и био је познат као Бакарна кућа (Χαλκίοικος). Такође у Спарти је била саграђена и Персијанска капија, која је била саграђена од плена из Грчко-персијских ратова. Један од најпознатијих лаконских храмова у Спарти је био храм Артемиде Ортије који се налазио изван града и био познат по необичном Артемидином ритуалу.

### Керамика
Лаконска керамика је задржала геометријски стил који је доминирао хеленским светом до 7. века п. н. е. и по коме је добила име и Геометријска ера. Она је добила научно име „Лаконска А“, и била је позната по геометријском стилу у коме су доминирали квадрати и црни шаблони. Током 6. века п. н. е. лаконска уметност постаје отворенија према оријенталистичком стилу, као што се десило и у осталим деловима хеленског света. Тај стил је остао познат као „Лаконски Б“, и постао је омиљен у грчким деловима јужне Италије, у Етрурији, у Киринајици и у Египту. У то доба је у Лаконији омиљен стил био и стил црних фигура (меланоморф). Омиљене теме лаконских уметника у то доба су биле митолошке фигуре попут Хераклеа и Сатира. Интересантно је то што јунаци Тројанског рата и Диоскури нису били омиљени међу уметницима тог доба.

### Бронза
Лаконски уметници су остали познати и по бронзаним уметничким делима. Неки од најзначајнијих примера лаконских бронзаних фигура су спартански официр са почетка 5. века п. н. е. Спартански војник из 6. века п. н. е. као и бронзана фигура коња из 8. века п. н. е. Спартанске бронзане фигуре и израда бронзе почела је да пропада почетком 5. века п. н. е. као и остале врсте уметности у Античкој Спарти.

## Лаконофилија
Посебна природа спартанске државе је била тема велике дебате још у античко доба. Осим тога је специфична природа спартанске државе била предмет дивљења од стране спољних посматрача. На тај начин је настао термин Лаконофилија, што је значио љубав, односно дивљење према спартанској култури и начину живота. У антици су многи Атињани, нарочито аристократе, сматрали Спарту супериорном у односу на Атину. Та супериорност се односила на лаконски поглед на свет. Они су сматрали да је Спарта била карактеристичан пример државе која је сачувала свој строги карактер и није била корумпирана како су били остали грчки градови. Неки познати антички лаконофили су били атински политичар и војсковођа, Кимон, као и Сократов ученик, Ксенофонт. Ксенофонт је толико поштовао Спартанце да је послао своје синове као трофиме у Спарту, да би се прикључили спартанској агоги. Такође су многи Платонисти сматрали Спарту примером који је био ослобођен корупције и екстравагантног луксуза који је доносио новац. Треба напоменути да је сам Сократ сматрао да су спартански, и крићански закони, добар пример закона. За Римљане, сама Спарта је постала туристичка атракција. Римљани су уживали гледајући ритуал шибања код храма Артемиде Ортије, који је био у римско доба један од туристичких атракција Спарте.
Велики процват који је доживела класична литература током Ренесансе помогао је у оживљењу култа Античке Спарте. Италијански писац Николо Макијавели спомиње Спарту у његовим радовима. Енглески интелектуалац из 16. века Џон Ајлмер (енгл. John Aylmer) упоредио је Енглеску из периода краљице Елизабете I са Спартом, говорећи да је Античка Спарта прави пример најхрабријег, најчаснијег града који је икада постојао. Жан Жак Русо, велики Француски филозоф из доба Просветитељства, упоредивши Античку Атину са Античком Спартом, оценио је да посебна природа спартанске државности, чинила Спарту супериорном у односу на Атину. Институције Античке Спарте су одиграле велику улогу у грађењу духа Француске револуције.
Током 19. века лаконофилија добија велики узлет, нарочито у делу немачког археолога Карла Отфрида Милера,, који је веровао у расну супериорност спартанских Дораца у односу на остале Хелене. То је био први пут када су не само Спартанци, већ и Дорци, генерално су били сматрани супериорном и специфичном расом. Међутим то је сматрано прилично контрадикторно, јер Дорцима су припадали и Коринћани, Сиракужани као и Рођани који су припадали најкомерцијалнијим градовима у Античкој Грчкој. Многи немачки националисти упоређивали су претежно милитаристичку Краљевину Пруску са Античком Спартом. Адолф Хитлер је сматрао да је доминација великог броја Хелота од стране малог броја Хомија била могућа само због њихове наводне расне супериорности.

### Различити ставови
Осим предмета дивљења, што се посебно изражавало кроз термин Лаконофилије, природа спартанске државе је била предмет велике критике у античко доба. Платон пише да је Сократ говорио да једној држави која је прилагођена скромном начину живота, није потребна класа ратника. Аристотел у делу Политика, пише да су спартански обичаји били сурови, да су Спартанке биле превише хировите, да им је начин гласања у Апели био смешан и да је њихово третирање хелота било крајње нехумано. Аристотел је сматрао Спарту прилично корумпираном, и ограђивао се од њеног духа. Херодот из Аликарнаса је сматрао Спартанце способним само за ратовање, некооперативним, чудним, корумпираним и наивним. Тукидид додаје да су Спартанци, 424. п. н. е., на веома суров начин, убили око 2.000 хелота, пустивши их претходно да помисле да су слободни.
Према Ричарду Талберту и Роусону, спартанска држава је била једна врста тоталитарне творевине која је потпуно нехумано држала под ропством велики број људи. Како би задржала у ропству толики број људи, држала их је под константним терором и претњом, што је посебно одражавало нехуманост, не само њеног друштвеног, него и њеног вредносног система. Талберт додаје да је Спарта имала поприлично макијавелистички приступ према одржању своје моћи, што се готово увек изражавало кроз сурово третирање хелота.

## Археологија
Претпоставимо да град Спарта буде напуштен, и да не остане ништа сем храмова и темеља; потоње генерације ће тешко поверовати да је моћ Лакедемоњана једнака њиховој слави.
Њихов град никад није изграђен до краја и није имао сјајних храмова или других грађевина; он је више подсећао на скупину села, као све древни грчки градови, и зато је пружао јадан призор.

Тукидид
Античка Спарта није много интересантна са археолошког гледишта. Како наводи Тукидид, Спарта је била толико непретенциозно саграђена да нико никада не би поверовао колика је била моћ и слава Лакедемоњана у односу на њихову сиромашно саграђену домовину. Како наводи класични историчар Џон Багнел Бјури, античка Спарта је током Класичне ере била толико непретенциозна да је Грке заправо подсећала на херојско доба Хомера. У односу на Спарту далеко више су привлачнији остаци византијског града Мистре који се налазе у непосредној близини Спарте и који су сачувани у великој мери. Античка Спарта у античко доба је више подсећала на пет раштрканих села него на типичан хеленски град и њен изглед није био нарочито интересантан.
До раног двадесетог века, највећа античка грађевина било је позориште, од чега је мало шта остало изнад земље осим дела потпорног зида; „Леонидиног гроба“, четвороугаоне зграде, вероватно храма, изграђеног од великих камених блокова који се састоји од две одаје; темеља древног моста преко реке Еуроте; рушевине једне кружне грађевине; нешто остатака каснијих римских утврђења; неколико зграда од цигле и плочника с мозаиком.
Остало археолошко благо састоји се од натписа, скулптура и других објеката сакупљених у месном музеју, који је основао Стаматакис 1872. (и проширеном 1907). Обављено је неколико ископавања око Спарте, на налазишту Амиклеум 1890. (Цунас) и 1904. (Furtwängler), код Менелајевог светилишта у Терапни (Ross 1833. и 1841. и Кастриотис 1889. и 1900.
Године 1904. британска школа из Атине је започела детаљно истраживање Лаконије, а следеће године ископавања су вршена у Таламеји, Геронтри и Ангелони близу Монемвасије, где је истражено неколико средњовековних држава. Године 1906. Почела су ископавања и у самој Спарти, где је било много налаза, који су објављени у „Годишњаку Британске школе“, vol. xii.
Доказано је да је мали циркус који је описао  била грађевина слична позоришту изграђеном после 200. око олтара и испред храма Артемиде Ортије. Овде су одржавана музичка и гимнастичка такмичења као и чувени ритуали бичевања (diamastigosis). Храм, који датира са краја другог века п. н. е., почива на темељима старијег храма из шестог века, а у близини су пронађени остаци још старијег храма из деветог, можда чак и десетог века. Жртвене понуде од глине, ћилибара, бронзе, слоноваче и олова пронађени у изобиљу на околном терену, а који датирају од деветог до четвртог века п. н. е. пружају непроцењиве доказе ране спартанске уметности; они доказују да је Спарта достигла свој уметнички зенит у седмом веку, а да је опадање почело већ у шестом веку.
Године 1907. откривено је светилиште богиње Атине „Бакарна кућа“ (Chalkioikos) на акропољу одмах изнад позоришта, а иако је сам храм скоро потпуно уништен, на налазишту су откривени најдужи постојећи архаични натписи у Лаконији, бројни бронзани чавли и посуде и значајан број жртвених понуда. Нађени су трагови грчког градског зида, грађеног у периоду од четвртог до другог века, који је био дуг 48 стадија или скоро 10 km. Истражен је и каснији римски зид који је окруживао акропољ, а део зида датира вероватно после Готског упада 262. после Христа. Поред, до сада откривених грађевина, лоциран је већи број места у генералној студији топографије Спарте, заснован на Паусанијиним описима. Ископавања вршена 1920. показују да се град из микенског периода налазио на левој обали Еуроте, југоисточно од Спарте. Насеље је било грубог троугаоног облика, с врхом окренутим ка северу. Ово подручје је било отприлике једнако површини „новије“ Спарте, али су разарања скоро потпуно уништила грађевине, изузев темеља и крхотина црепа.

## Спартанска култура
Дуго се веровало да је Античка Спарта због своје оскудне културе била веома интелектуално неразвијена као држава и уопште као друштво. Међутим, то гледиште се показало потпуно нетачним. Антички Спартанци, упркос непостојању културног живота, нису били лишени духовности. У модерно доба термин лаконизам је постао синоним за кратку и потпуну реченицу која у мало речи, много значи. У Античкој Спарти, Спартанци су учили као деца писмо и музику. То основно образовање им је било обезбеђивала спартанска држава. Ксенофонт наводи да су насупрот осталим Грцима, Спартанци имали обезбеђено државно образовање не само за мушкарце већ и за жене, што је у то време било изузетно необично не само за Античку Грчку, већ и за остатак света. Спартанци, осим своје војничке природе која их је разликовала од осталих Грка, били су познати и по изузетном поштовању жена и старијих особа. Карактеристична је једна прича када је један старац покушавао да нађе место да седне за време Олимпијских игара, и када је пришао трибини где су седели Спартанци, сви Спартанци су устали како би му омогућили да седне. Онда је цео стадион аплаудирао Спартанцима, а старац је јавно рекао да сви Грци знају како је исправно, али само Спартанци тако поступају. Познато је да су сви млади Спартанци ословљавали старије речју „оче“, јер се сваки старији Спартанац сматрао оцем млађих Спартанаца. Треба додати да је један од Седам мудраца Античке Грчке био заправо Спартанац. Име му је било Хилон и био је веома цењен због своје мудрости не само међу Спартанцима него и међу осталим Грцима. Многи историчари данас сматрају да је Античка Спарта била прва држава на свету која је увела неку врсту демократије, још у 7. веку п. н. е. дакле знатно пре успостављања атинске демократије.

Случајни пролазниче, кад минеш крај Спарте јави да смо овде пали, покоравајући се њеним законима.

Речи песника Симонида, посвећене палим Спартанцима код Термопилског кланца. Оне су овековечиле послушност Лакедемоњана њиховим законима.
Према оцени класичног историчара Антона Пауела, начин образовања у Античкој Спарти је био напреднији у односу на Атину, јер је образовање младих Спартанаца организовала држава. Пауел спомиње чак и Аристотелово признање, који није имао најбоље мишљење о спартанском систему, да сама Спарта најбоље брине о својим поданицима што се тиче образовања. Данас је остао познат велики број спартанских изрека које су остале као симбол спартанске краткоречности и дубоке мудрости. Када је Ликург упитан да ли су Спарти потребне зидине, он је одговорио да праве зидине једног града нису направљене од цигли већ од храбрих мушкараца. Када су питали спартанског краља Харилаја зашто су спартански закони толико кратки, он је одговорио да људима кратким на речима нису потребни дугачки закони. Када је Горго, супруга Леониде, запитала свог мужа шта да ради ако он се не врати жив из рата, он јој је одговорио да нађе доброг мужа и да роди здраву децу. Једна од најпознатијих изрека свих времена је када је Персијски краљ Ксеркс захтевао од Леониде да положи оружје, он му је одговорио: „Дођи и узми“. После пораза спартанске флоте у Кизику, Спартанци су послали гласника који је пао у руке Атињана. Писмо је гласило овако: „Бродови су потопљени. Миндар је погинуо. Војници су гладни. Шта да радимо?“ Један од најпознатијих примера лаконизма је када краљ Македоније Филип , који је био љут зашто су га Спартанци игнорисали, послао претеће писмо где им је према једној верзији написао: „Ако нападнем Спарту, сравнићу град и поробићу вас заувек“. Спартански одговор је гласио: „Ако!“

### Културно наслеђе
Због посебне природе својих институција, Античка Спарта наставља да фасцинира широм света. Ово се нарочито односи на Термопилску битку која је постала предмет дивљења спартанској војничкој култури и традицији. Написан је велики број књига инспирисан историјом Античке Спарте. Осим тога, Спарта је врло често повезивана са митом о Хелени Тројанској који је такође често употребљаван у уметничке сврхе. Карактеристично је да је Атински комедиограф Аристофан често употребљавао елементе лаконске културе у својим комедијама. Он је у комедијама посебно исмејавао не толико Спартанце због њихових крајње необичних обичаја, већ њихове имитаторе, којих је био поприличан број у Атини његовог доба. Насупрот остатку хеленског света, Спарта није била место за мислиоце и теоретичаре. Лакедемонска држава није оставила свој траг у уметности и у духовном животу што је била главна карактеристика Хелена. Спарта је, међутим, постала пример јединствене културе у Античкој Грчкој која наставља да изазива полемике и да фасцинира због јединствене природе њених институција.

## Знаменити Спартанци
- Хелена Тројанска
- Менелај
- Ликург
- Отријадес
- Клеомен I
- Леонида I
- Паусанија
- Хилон
- Брасида
- Лисандар
- Агесилај II
- Горго
- Агис IV
- Клеомен III
- Набис
- Ксантип Лакедемоњанин

### Научни радови
- (језик: француски) Екиволос Спарта на Грчком
- (језик: грчки) Екиволос Спарта на Грчком
- (језик: француски) Екиволос Спарта на Грчком
- (језик: енглески) Екиволос Спарта на Грчком
- (језик: француски) Екиволос Спарта на Грчком
- (језик: енглески) Екиволос Спарта на Грчком
- (језик: француски) Екиволос Спарта на Грчком
- (језик: енглески) Екиволос Спарта на Грчком
- (језик: грчки) Екиволос Спарта на Грчком
- (језик: француски) Екиволос Спарта на Грчком
- (језик: енглески) Екиволос Спарта на Грчком
- (језик: енглески) Екиволос Спарта на Грчком
- Russell, Bertrand (2008). History of Western Philosophy. Touchstone. ISBN 978-1-4165-9915-9.
- Isager, Signe; Skydsgaard, Jens Erik (1995). Ancient Greek Agriculture: An Introduction. Routledge. стр. 131—. ISBN 978-0-415-11671-8.
- Wilson, Nigel Guy (2006). Encyclopedia of Ancient Greece. Routledge. стр. 215—. ISBN 978-0-415-97334-2.
- (језик: енглески) Donald Kagan. The Outbreak of the Peloponnesian War. Cornell Paperback. 1989.
- (језик: енглески)
- (језик: енглески)
- (језик: енглески)
- (језик: енглески)
- (језик: енглески)
- (језик: енглески)
- (језик: енглески)
- (језик: енглески)
- (језик: енглески) Sekunda Nicholas and McBride Angus. The Ancient Greeks. Elite Series. . Osprey Publishing. 1990. Недостаје или је празан параметар |title= (помоћ).
- (језик: енглески)
- (језик: енглески)
- (језик: енглески)
- (језик: енглески)
- (језик: енглески)
- (језик: енглески)
- (језик: енглески)
- (језик: енглески) Matthew Bennett. Dictionary of Ancient & Medieval Warfare. Stackpole Books. 2001

- Аврамовић, Сима; Станимировић, Војислав (2018). Упоредна правна традиција. Београд: Правни факултет Универзитета,Центар за издаваштво и информисање.